# Lovisa stad
Lovisa (uttal: [lʊvˈiːsɑ], finska: Loviisa) är en stad vid Finska vikens kust i landskapet Nyland i Finland. Lovisa (fram till 1752 Degerby) fick sina stadsrättigheter år 1745. Kommunen har cirka 14 700 invånare och en total areal på 1 751,52 km². Befolkningstätheten är 17,9 invånare/km². Lovisa är tvåspråkigt med finska som majoritetsspråk (55 %) och svenska som minoritetsspråk (40 %).
Lovisas grannkommuner är Kouvola, Lappträsk, Mörskom, Borgå och Pyttis. Staden hör till Lovisa ekonomiska region (finska: Loviisan seutukunta). Den nuvarande kommunen bildades genom att den dåvarande Lovisa stad år 2010 fusionerades med Liljendal, Pernå och Strömfors.

## Historia

### 1700-talet
Degerby stad grundades på Degerby rusthålls marker i Pernå år 1745 som en gräns- och fästningsstad. Det behövdes en ny stapelstad i östra Finland efter att östgränsen förflyttats i och med freden i Åbo år 1743. Östra Finlands enda stapelstad Fredrikshamn hade blivit på ryska sidan gränsen. Sveriges konung Adolf Fredrik besökte Degerby 1752 och gav staden namnet Lovisa efter sin hustru, drottning Lovisa Ulrika. Som den första borgmästaren (1747–1765) verkade Jakob Forsell, en köpman som hade flytt från Fredrikshamn och – tillsammans med Anders Nohrström – köpt Petjärvi (Strömfors) bruk.:8-9, 48
I den nygrundade staden inleddes år 1748 uppförandet av Lovisa landfästning. Till följd av det svenska kungadömets ekonomiska svårigheter kunde emellertid arbetet med gränsfästningen aldrig slutföras. Endast en del av de yttre befästningsverken hann färdigställas. Om Lovisas bakgrund som fästningsstad erinrar bl.a. bastionerna Ungern och Rosen i östra delen av det nuvarande centrum. Vid tiden för byggandet av landfästningen började man också uppföra sjöfästningen Svartholm söderom staden. Sjöfästningens uppgift var att skydda staden för anfall från havet, och att erbjuda en skyddshamn för den svenska kustflottan. Den svenska tiden på Svartholm upphörde år 1808, när fästningen utan större motstånd kapitulerade för ryssarna.

### 1800-talet
Året 1855 vid tiden för Krimkriget var dramatiskt i Lovisa. Sent på kvällen den 5 juli uppstod en brand som förstörde en stor del av de gamla centrumkvarteren. Vid sidan av ett sjuttiotal bostadshus förstördes också Lovisas dåvarande (trä)kyrka.:82-83 Under dagen före branden hade en engelsk fartygseskader börjat beskjuta Svartholm, och samma dag som staden stod i brand sprängdes fästningen till ruiner. Krigsfartygens eldgivning hade inget direkt samband med branden, vars orsak förblev oklar.:82-83 Händelserna sommaren 1855 skildras i Runar Schildts novell Regnbågen (1916), med vissa konstnärliga friheter.
Efter branden fanns det planer på att flytta staden söderut, men den kejserliga senaten beslöt i april 1856 att Lovisa skulle återuppföras på samma plats. Vid återuppbyggnaden efterföljdes Ernst Lohrmanns stadsplan, vilken emellertid till stora delar grundade sig på G.T. Chiewitz förslag från tiden före branden.:84-85 Vid samma tid, i början av 1860-talet, inleddes ett målmedvetet arbete med att utveckla Lovisa till en badort. Vattenkuranstaltens huvudbyggnad stod färdig år 1865, intill den nuvarande Kapellparken. Inom samma grönområde uppfördes också en restaurangbyggnad, och de närbelägna "hälsokällorna" togs igen i bruk.:162-163

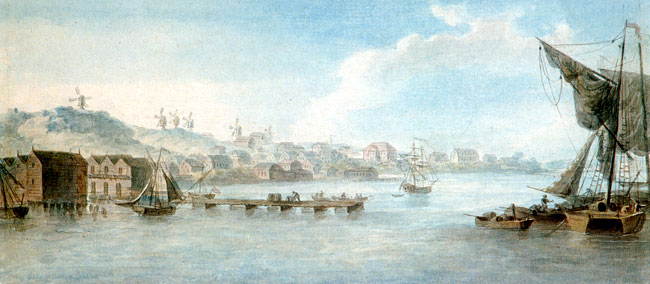
Lovisa hamn (Skeppsbron) 1808. Målning av Gavril Sergejev.

Vattenkuranstaltens överläkare Georg Öhman rekommenderade på 1880-talet Kvarnåsen som ett lämpligt promenadstråk för vattenkuranstaltens gäster. I början av 1890-talet uppfördes med tanke på dem en utsiktspaviljong på åsen (vid det ställe dit den sista väderkvarnen flyttades på 1920-talet). Vid slutet av årtiondet byggdes i närheten av Kuckustenen Mossebackens pensionat och sommarrestaurangen Casino, båda var ritade av Lars Sonck. Kuckustenens träpaviljong ersattes år 1906 med det nuvarande gjutjärnstornet. Lovisa var en populär badort ännu under tiden för första världskriget. Vattenkursverksamheten hade en betydande inverkan på ortens ekonomi, och i staden utvecklades också ett rikt kulturliv inte minst inom musikens område.:164-167, 173-174
Fram till 1880-talet var Lovisas viktigaste näringsgrenar handel och hantverk. Den industriella verksamheten var småskalig och hade huvudsakligen anknytning till sjöfart (båtvarv m.m.) och njutningsmedel. I staden hade det funnits en tobaksfabrik redan på 1750-talet, och i slutet av 1770-talet hade kronans bränneri inlett sin verksamhet (Gustav III hade förbjudit hembränneriet). År 1858 grundade greve Carl Magnus Creutz ett ölbryggeri i staden. Att Creutz gav sig in i branschen förklaras enligt historikern Olle Sirén sannolikt av att han ville trygga avsättningen på Malmgårds korn.:33-36, 42-43 År 1874 övergick bryggeriet emellertid i bayraren Heinrich Lehmanns ägo, och ölframställningen fortsatte i hans släkt under nästan hundra års tid.:35
Industrialiseringen tog fart på allvar år 1882 när köpmannen Arseni Terichoff lät uppföra en ångsåg på det som kom att bli Sågudden. På 1890-talet hade sågen redan ett femtiotal arbetstagare, i början av 1900-talet över hundra. År 1912 inledde en kartongfabrik sin verksamhet, och den blev snabbt den till antalet arbetare näst största industrianläggningen i staden. Vid sekelskiftet hade järnvägen till Lahtis (Vesijärvi) stått färdig, och kartongfabriken var det första betydande industriföretaget i Lovisa som grundades för att utnyttja den. Farleden till Skeppsbron var inte tillräckligt djup för ångfartygen, så hamnverksamheten flyttades först till Tullbron och senare – när järnvägen stod färdig – till Valkom.:116, 119-122

### 1900–1950
Första världskriget återspeglades i Lovisa i form av arbetslöshet och stigande livsmedelspriser. Verksamheten på sågen upphörde redan år 1914, och även hamnverksamheten avtog. På våren 1917 framställde Lovisa arbetarförening krav beträffande den viktiga livsmedelskommitténs (senare: -nämndens) sammansättning. Stadsfullmäktiges eftergifter till trots inleddes i augusti en politisk strejk. De socialistiska arbetarna krävde bl.a. ordentligt avlönat arbete åt alla Lovisabor, och minst hälften av platserna i livsmedelsnämnden. Stadsfullmäktige gick i sitt möte den 18 augusti endast med på det förstnämnda kravet. Samma dag utlyste arbetarna ett "fullständigt strejktillstånd", avbröt teleförbindelserna och ockuperade järnvägsstationen. På kvällen höll stadsfullmäktige ett möte under vilket man beslöt att grunda en skyddskår.:213-215
Den 19 augusti anmälde sig 150 Lovisabor till skyddskåren, de tilldelades vita armbindlar och sedan marscherade de till torget. De strejkande arbetarna drog sig tillbaka till Nystaden. Socialisterna försökte utan framgång få (rysk) militärhjälp från Helsingfors, och ännu samma kväll beslöt de på Folkets hus att avlysa strejken. Men under intryck av revolutionen i Ryssland inleddes i Lovisa en ny storstrejk den 15 november, och endast tre dagar senare begärde socialisterna ryska soldater om hjälp. Därtill kom det rödgardister från Kotka till Valkom, och den 19 november marscherade 200–300 beväpnade män från Valkom till Lovisa. De ockuperade poliskammaren, telefoncentralen och järnvägsstationen. Den röda fanan hissades på rådhuset, och 20–30 personer i stadens ledning fängslades och fördes till Nystaden. I slutet av året nådde man fram till en kompromiss om polisinrättningen, och situationen lugnade sig. :215-216

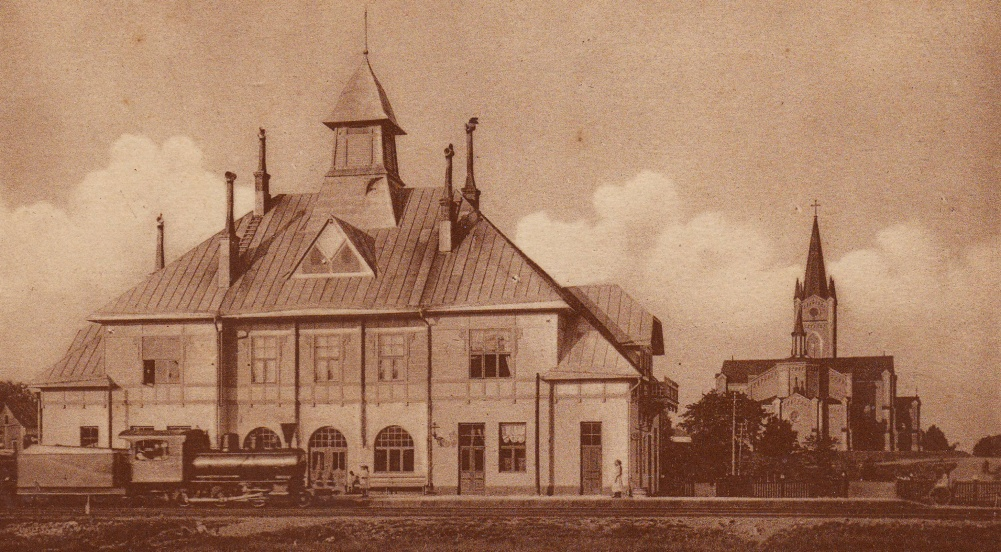
Lovisa järnvägsstation (1920)

Lovisa tillhörde de orter som i hög grad berördes av striderna år 1918. Till en början förde de vita ett frihetskrig mot Ryssland: i stadens närhet fanns det ryska trupper som uppförde sig våldsamt. Men i Lovisa var det också från första början fråga om ett inbördeskrig: en del av stadsborna stödde en socialistisk revolution. Agitationen spelade en viss roll, men enligt Sirén var livsmedelsbristen och arbetslösheten av större betydelse. Till förberedelserna för frihetskriget hörde jägarutbildningen i Tyskland, och den första finländaren som sökte sig dit var läkarsonen Georg Öhman från Lovisa, "Jäger Eins". Bland de övriga jägarna kan nämnas tullväktarsonen Ragnar Nordström. Lovisanejdens skyddskårer organiserades vid årsskiftet, och i slutet av januari uppgick manskapet redan till närmare 200. Deras vapenutrustning var emellertid ytterst bristfällig.:218-219
Lovisas rödgardister utgjorde i början av februari en styrka på kring hundra man. De hade försetts med vapen av såväl Kotkas rödgardister som ryska soldater. Inbördeskriget bröt ut den 27 januari, och ännu en dryg vecka efter det kontrollerade de vita hela det östliga Nyland från Sibbo till Lovisa. Från de vitas perspektiv var det viktigt att de nyländska skyddskårerna kunde hålla ställningarna. De befann sig långt från huvudfronten men band upp de rödas trupper. Den 6 februari attackerade de röda Lovisa från Kotka-hållet. Den anfallande styrkan bestod av närmare 500 man, av vilka ett femtiotal var rödgardister från Lovisanejden. Efter att ha fått kännedom om de rödas frammarsch förflyttade sig Lovisas skyddskårister tre kilometer österut från stadens centrum. Där förekom skottlossning, men sedan drog sig de vita – för att inte riskera bli omringade – tillbaka till bastionerna Rosen och Ungern. Vid skymningstid fördes där eldstrider, i vilka de vita förlorade tio man (det finns inga exakta uppgifter om de rödas förluster). När de vitas ammunitionsförråd började vara på upphällningen beslöt de sig för att retirera västerut. De röda trupperna förflyttade sig till Pyttis.:219-221
Följande dag, den 7 februari, marscherade de röda in i Lovisa, hissade den röda fanan på rådhuset och etablerade sitt huvudkvarter i Societetshuset. Det röda styret verkställde våldshandlingar i vilka det dog flera vita än under striderna den 6 februari. De rödas revolutionsdomstol hann förkunna över 70 domar gentemot fängslade skyddskårister och andra "kontrarevolutionärer". Många dömdes till arbetsplikt och/eller böter, i syfte att gagna den röda administrationen ekonomiskt.:221-223 I slutet av april intog Mannerheims trupper Tammerfors, och i Valkom landsteg den 3000 man starka tyska Avdelning Brandenstein, som tog sig fram ända till Uusikylä (Nyby) och Lahtis. Avdelningen lämnade Lovisa den 16 december 1918, efter att Tyskland hade förlorat första världskriget.

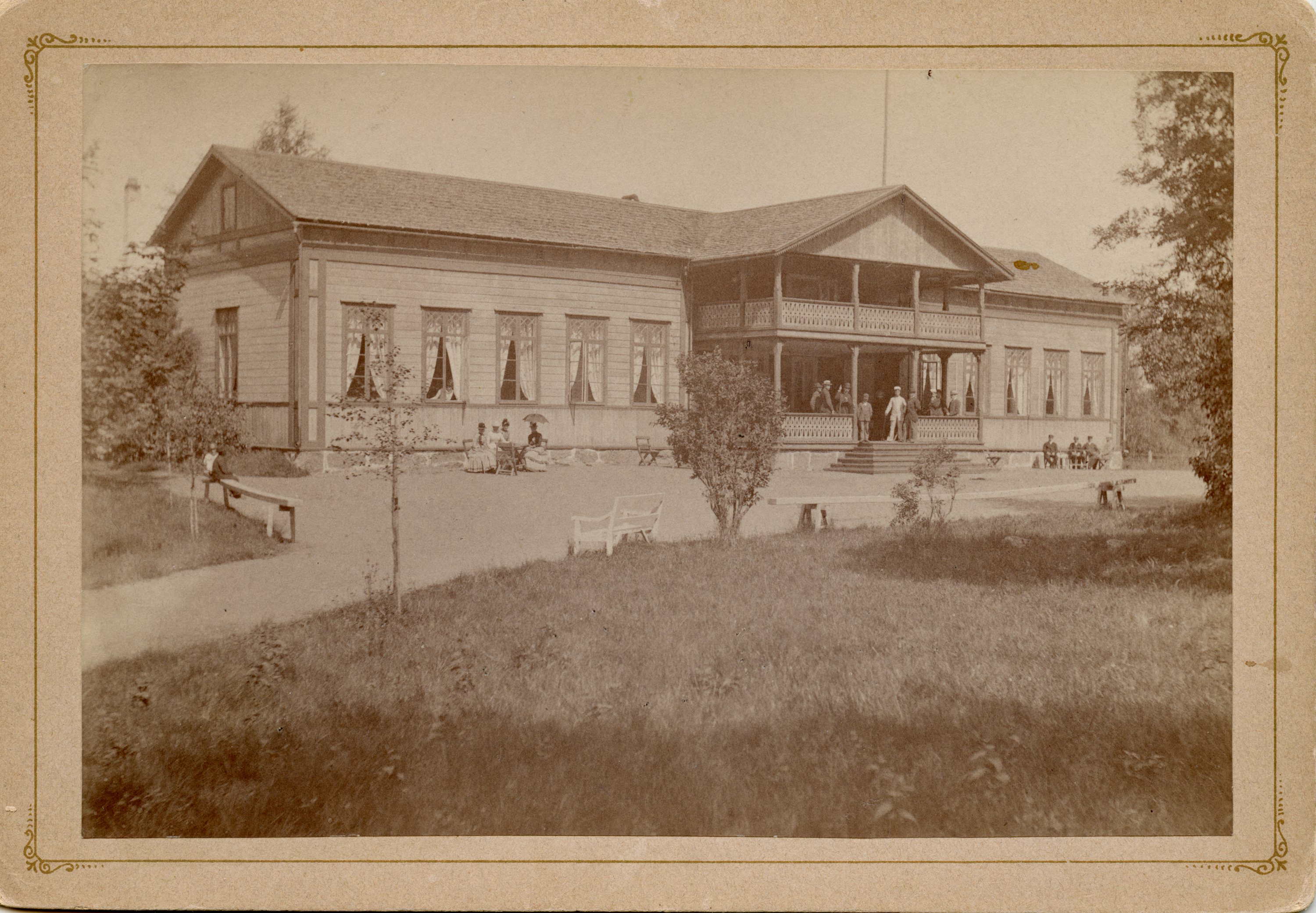
Badhuset på 1880-talet

Vattenkuranstalten öppnade igen sina dörrar år 1919. De ryska gästerna hade fallit bort efter oktoberrevolutionen 1917, men trots det hade anstalten 250-400 årliga besökare under första hälften av 1920-talet. År 1926 möjliggjorde man ett tidsenligt strandliv genom att transportera stora mängder sand till badstranden Plagen. Besökarna minskade ändå i antal mot slutet av 1920-talet. År 1929 hade det redan informerats om att vattenkuranstalten skulle läggas ner när staden beslöt att ta över verksamheten. Lovisa lyckades emellertid aldrig återupprätta sitt goda anseende från tiden kring sekelskiftet, badhuset hade förfallit och konkurrensen hårdnat (Hangö). År 1931 sjönk besökarantalet till under hundra, och till slut beslöt stadsfullmäktige att anstalten inte längre skulle öppnas under den kommande säsongen. Men baderskorna protesterade, och lyckades utverka tillstånd att fortsätta verksamheten på eget ansvar. Badsäsongen 1935 blev lyckad, men i januari 1936 totalförstördes huvudbyggnaden i en brand. Badhuset byggdes inte upp på nytt.:234-237
Under vinter- och fortsättningskriget befann sig fronten till lands på ett betryggande avstånd från Lovisa. Man befarade ändå att fienden skulle anfalla från havet, och i skärgården hade det därför placerats ut övervakningsstationer och artilleripjäser. Efter att vinterkriget tagit slut befann sig under ett par månader en dansk frivilligbataljon på 600 man i skärgården. Under åren 1939–1944 gavs det kring 800 luftalarm, men bombplanen var som regel på väg till Helsingfors, Lahtis eller Kotka. Under vinterkriget bombades Lovisa två gånger, och två stadsbor avled. Bombningarna under fortsättningskriget koncentrerades till somrarna 1941 och 1944, och ledde även då till två dödsoffer. Det finns inga exakta uppgifter om hur många Lovisabor som stupade. På Nya begravningsplatsen finns 92 hjältegravar, men alla hade inte varit skrivna i Lovisa. Våren 1941 började Vapenbrödraförbundet tillsammans med Ragnar Nordström förverkliga soldatbyprojektet sydväst om Kvarnåsen. I soldatbyn uppfördes ett tjugotal bostadshus, av vilka Nordström finansierade de allra flesta. År 1945 firades Lovisas 200-årsjubileum under närvaro av president Mannerheim.:367-373
Nordström hade inlett sin framgångsrika affärsmannabana redan på 1920-talet. År 1922 grundade han ett företag vid namn Lovisa Stevedoring, och under de följande åren köpte han majoriteten av Lovisa Ångfartyg A.B. Bolaget anförskaffade sitt första ångfartyg avsett för utlandstrafik år 1927. Kring år 1930 hade Nordströms rederi- och stuvningsföretag redan börjat utgöra en hel koncern. Våren 1931 grundade han Lovisa Fiskeri A.B. och utrustade sina fartyg med tanke på sillfiske kring Island. I augusti anlände den första lasten sill till Valkom. De nordströmska fartygens sillfångst fortsatte med avbrott för krigsåren under dryga tjugo års tid. Nordström-koncernen var som störst på 1950-talet då den sysselsatte 1700 personer, av vilka 700 i Lovisa.:242-245

### 1950–
Lovisas landareal mer än fördubblades under perioden 1920–1970. Antby hade i praktiken förvandlats från en landsby till en stadsdel redan när den anslöts till Lovisa år 1924. Men inkorporeringen av Valkom – som också hade hört till Pernå – väckte däremot en hel del diskussion. Lovisa stad hade redan under tidigare hälften av 1900-talet köpt stora markområden i Valkom-trakten, och en anslutning hade dryftats under ett halvt århundrade när beslutet till sist fattades år 1956. Samma år stod det klart att staten skulle överta upprätthållandet av järnvägen mellan Valkom och Lahtis, och bygga om den till bredspårig (från och med 1981 sker endast godstransporter på bansträckan). Hästholmen som hade hört till Strömfors anslöts till Lovisa år 1969, med anledning av kärnkraftverket som skulle uppföras där. Lovisa stad hade ägt holmen och markområdena i dess närhet, och några år tidigare sålt dem till kraftverksbolaget (Imatran Voima).:227-230, 270

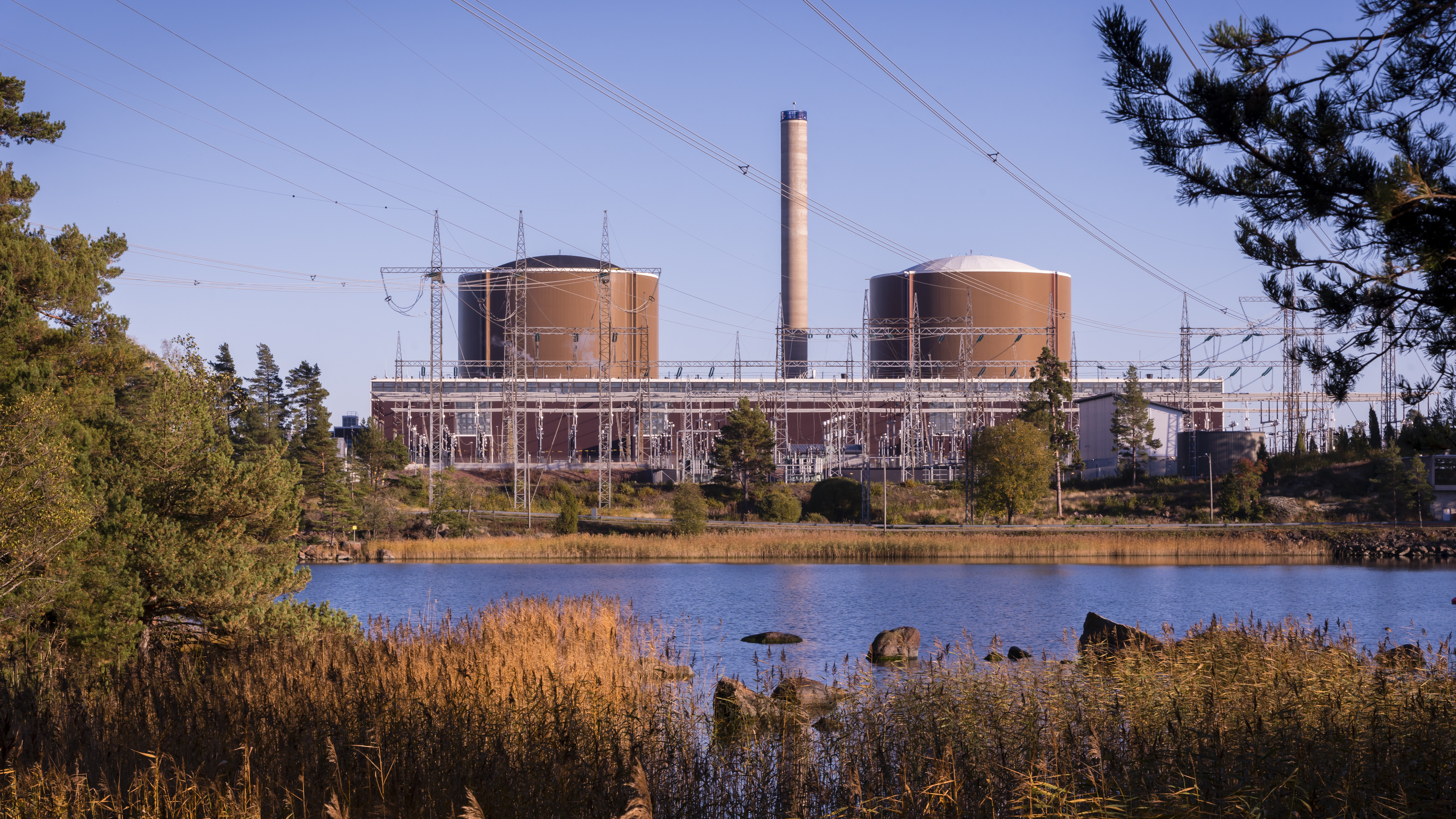
Lovisa kärnkraftverk

Kring mitten av 1960-talet befann sig Lovisas två största företag – Nordström-koncernen och Rauma-Repola – i stora svårigheter, så det uppfattades som angeläget att få ett kärnkraftverk till orten. Stadens ledning fick år 1965 kännedom om Imatran Voimas planer på att bygga ett kärnkraftverk vid Finska vikens kust, och stadsdirektör Gunnar Wahlström började idogt arbeta för att Lovisa skulle väljas till placeringsort. Av politiska skäl dröjde det emellertid ganska länge innan beslutet om byggande kunde fattas, och arbetena kunde inledas först år 1970. Vid tiden för maskin- och instrumentinstallationerna hösten 1975 var arbetskraften som störst och uppgick till 3900 personer. I mars 1977 invigde president Kekkonen och Sovjetunionens premiärminister Kosygin den första kärnkraftsreaktorn. Ett avtal om leverans av en andra likadan reaktor till Lovisa hade undertecknats i augusti 1971. Reaktorn stod klar år 1980. I kraftverken har man från första början också använt sig av en hel del västerländsk teknologi, och deras driftsäkerhet och användningsgrad har varit på internationell toppnivå.:270-272
Under åren 1983–1985 uppfördes i Valkom hamn statens spannmålsförråd, med 16 litet över 80 meter höga silor. Omfartsvägen som går norrom stadens centrum kunde tas i bruk år 1989. Förlängningen av motortrafikleden mellan Borgå och Forsby till Lovisa blev klar fem år senare.:252-253 År 1999 hade den förstnämnda sträckan blivit ombyggd till motorväg. Under tidigare hälften av 2010-talet förlängdes motorvägen från Forsby till Kotka och Fredrikshamn (numera sträcker sig motorvägen ända fram till Vaalimaa gränsstation). År 1995 firade Lovisa stad sitt 250-årsjubileum, och professor Siréns historik utgavs (på både svenska och finska).
Pernå, Liljendal och Strömfors anslöts till det dåvarande Lovisa den 1 januari 2010. Kommunfusionen förverkligades i enlighet med kommunernas eget förslag, Lappträsk hade beslutat stanna utanför fusionen. Byarna Haavisto och Vastila som hade hört till Strömfors anslöts samtidigt till Pyttis kommun. Fusionsarbetet leddes av Olavi Kaleva, som fortsatte som stadsdirektör. Den nya kommunen fick ca 6,2 miljoner euro i statligt sammanslagningsstöd. Kaleva avgick från sin post våren 2017. Som orsak uppgavs meningsskiljaktigheter med stadsstyrelsen. I december 2017 tillträdde Jan D. Oker-Blom som ny stadsdirektör för en period på sju år. Styrelsen för Andelslaget Finlands bostadsmässa beslöt i oktober 2018 att 2023 års mässa skulle äga rum i Lovisa.

## Geografi
Lovisa är beläget 77 km österut från Helsingfors (fågelvägen). De närmaste grannstäderna är Borgå i väst och Kotka i öst. Av kommunens areal är 819,81 km² land, 25,83 km² inlandsvatten och 905,88 km² hav. Sett till landarealen är Lovisa större än Borgå och Kotka, och rentav större än Helsingfors, Vanda och Esbo sammantaget. I kommunen finns det ett fyrtiotal sjöar, av vilka den största är Hopom träsk (den ännu större sjön Tammijärvi är endast till en mindre del belägen inom kommunens område). Andra stora sjöar är Lappomträsket, Sarvlaxträsket, Särkjärvi och Teutjärvi. Genom kommunen strömmar Forsby å, Lovisaån, Tessjöån och Kymmene älvs västliga förgreningar.   

### Centraltätorten

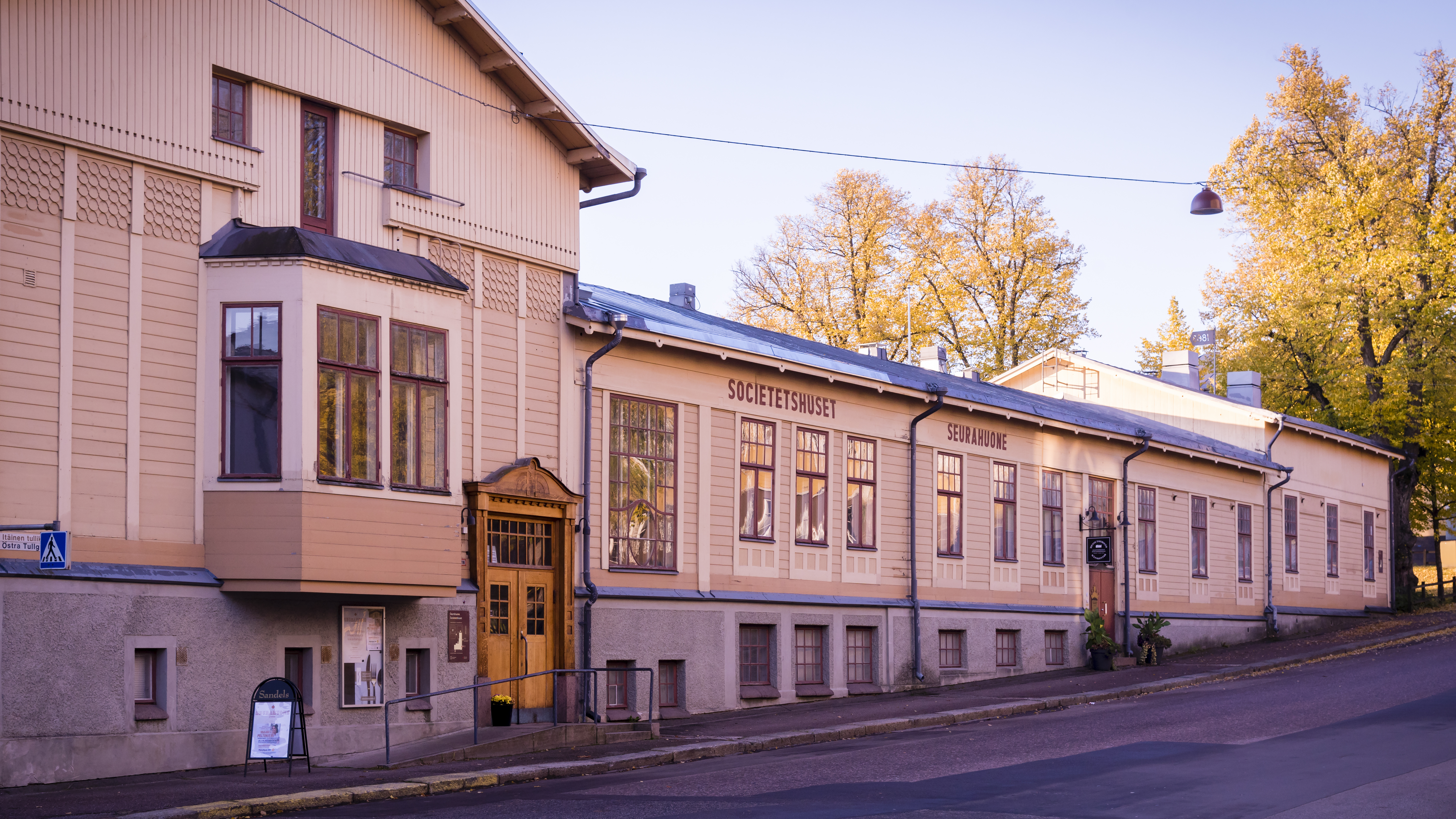
Societetshuset i Lovisa (Chiewitz 1863)

Museiverket har fastställt att Lovisa Esplanaden – torget med omgivning – utgör en kulturmiljö av nationell betydelse. Esplanaden har därtill valts till Årets kulturlandskap 2019 inom Västra Kymmene kulturväg. Dess centrala byggnader är det ljusröda rådhuset (Chiewitz 1862), den nygotiska kyrkan (Chiewitz & Basilier 1865) och Finlands äldsta bevarade societetshus som är byggt i trä (Chiewitz 1863 & Lindqvist 1907). Vid sidan av centrum är centralortens historiska stadsdelar Nedre stan, Garnison och Nystaden. Nedre stan klarade sig undan stadens brand år 1855, och där finns bl.a. Degerby rusthålls flygelbyggnad, som är från 1690-talet. Den hör till de äldsta träbyggnaderna i Finland. Nystaden uppfördes i början av 1900-talet västerom järnvägsstationen, som en arbetarstadsdel.:115
Övriga stadsdelar är Nya och Gamla industriområdet, Norra tullen, Bryggeribacken, Hagalund, Ulrika, Märlax, Fredsby, Södra åsen, Antby, Bella, Räfsby, Köpbacka och Valkom. Den sistnämnda är såväl ett bostadsområde som ett hamn- och industriområde. Förortsliknande våningshusområden finns det i Märlax, Fredsby, Valkom och på Södra åsen.
Området kring Lovisa centralorts västra infart från riksväg 7 gavs i början av 2010-talet namnet Drottningporten, och började utvecklas som ett område för affärsbyggnader och annan näringsverksamhet. Vid samma tid planerades ett nytt stort bostadsområde – Gråberg– västerom centraltätorten. Det har emellertid förverkligats endast till en liten del. Vid Lovisavikens östra strand har de senaste åren uppförts ett nytt bostadsområde vid namn Drottningstranden. Där hölls den nationella bostadsmässan sommaren 2023.

### Tätorter
Enligt Statistikcentralens definition har Lovisa utöver centraltätorten sju andra tätorter. Av dessa är tre kyrkbyar: Liljendal, Pernå och Strömfors. Pernås Sankt Michaels kyrka är byggd på 1400-talet och därmed Lovisas äldsta byggnad. Två tätorter – Forsby och Strömfors kyrkoby – har uppstått kring bruksområden. Forsby bruksområde är till stora delar stängt för utomstående, medan Strömfors bruk rätt långt är inriktat på turism. Kommunens största tätorter är Forsby och Tessjö, som båda har ett tusental invånare. Vid slutet av år 2019 hade Lovisa 14 772 invånare, av vilka 10 904 bodde i tätorter, 3 728 i glesbygden och 140 på okänd ort. Stadens tätortsgrad var 74,5 %.
| Nr | Tätort               | Befolkning (2019-12-31) |
| -- | -------------------- | ----------------------- |
| 1  | Lovisa centraltätort | 6 955                   |
| 2  | Forsby               | 1 072                   |
| 3  | Tessjö               | 903                     |
| 4  | Liljendal kyrkoby    | 508                     |
| 5  | Strömfors kyrkoby    | 468                     |
| 6  | Pernå kyrkoby        | 449                     |
| 7  | Isnäs                | 299                     |
| 8  | Kuggom               | 250                     |

Stadens centraltätort är fetad.

### Landsbygd och skärgård

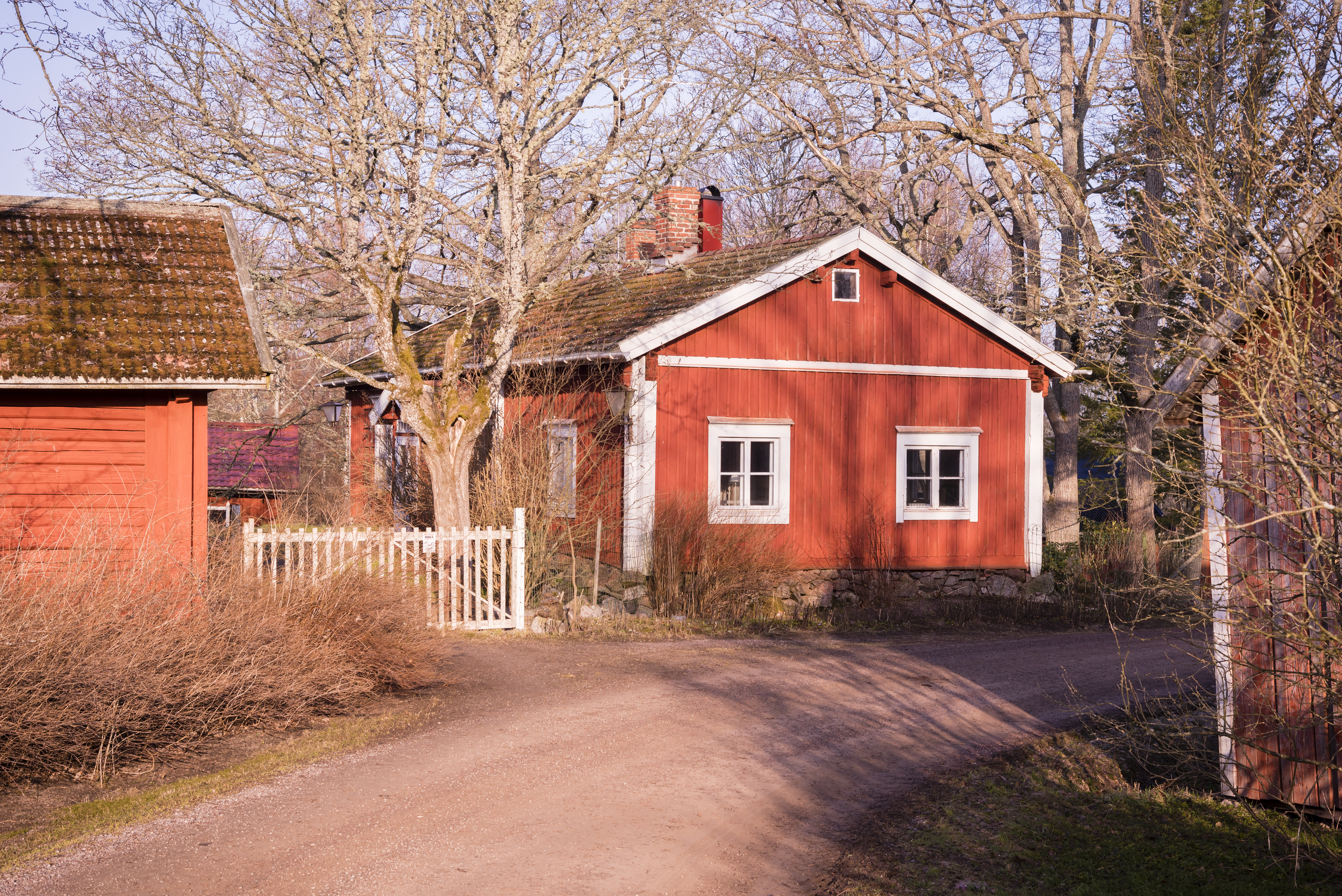
Historiska Fasarby

I Lovisa finns ett stort antal herrgårdar, de flesta är belägna i kommunens västra del. Herrgårdarna Sjögård, Tervik och Tjusterby vid Pernåviken härstammar från medeltiden, och utgör en kulturmiljö av riksintresse. Andra historiskt värdefulla herrgårdar är Stor-Sarvlaks nära centraltätorten, Malmgård i kommunens nordvästra del och Kulla gård i öst. Herrgårdarna är i privat ägo, endast några få (Malmgård, Labby, Stor-Sarvlaks och Kulla) är ens i begränsad utsträckning öppna för allmänheten.
Bland Lovisas tiotals byar finns det förutom Pernå kyrkoby några till som är av särskilt stort historiskt intresse: Fasarby, Horslök och Härpe. Fasarby är en medeltida klungby som består av militärboställen. Byn är belägen i kommunens sydvästra del intill Fasarbyviken, och dess nuvarande byggnadsbestånd består bland annat av parstugor från 1700- och 1800-talet samt villor med mansardtak från 1920-talet. Horslök och Härpe är skärgårdsbyar belägna på Sarvsalö. Båda byarna är medeltida, och de har ovanligt väl bevarat sitt helhetsintryck från 1900-talets början. I Härpe finns en väderkvarn som är byggd på 1800-talet.
Sarvsalö är med sin areal på 27,4 kvadratkilometer Lovisas största ö, och den har broförbindelse till fastlandet. Andra stora öar är Gäddbergsö, Kampuslandet och Kejvsalö. Hästholmen är känd för sitt kärnkraftverk, och fästningsön Svartholm hör till Lovisas populäraste turistmål. Efter Krimkriget lämnades fästningen att förfalla, men sedan 1960-talet har den restaurerats under Museiverkets överinseende. På Orrengrund finns en lotsstation, och en fyr finns det också på Digskär. På Boistö och den intilliggande Lövö har det i tiden funnits lotsverksamhet, men numera erbjuds där inkvarteringstjänster och mötesutrymmen. På Boistö arrangerades det sommaren 2014 hemliga förhandlingar mellan Ryssland och USA beträffande situationen i Ukraina.

### Avstånd
Avstånd från Lovisa centrum till närbelägna orter – längs den snabbaste rutten – och uppskattade körtider:
| - Helsingfors 89 km (1 h 4 min) - Helsingfors-Vanda 85 km (53 min) - Borgå 38 km (29 min) | - Lahtis 80 km (1 h 13 min) - Pyttis kby 21 km (17 min) - Kouvola 67 km (58 min) | - Kotka Sutela 39 km (26 min) - Kotka centrum 45 km (33 min) - Fredrikshamn 59 km (40 min) |

## Styre och politik

### Mandatfördelning i Lovisa stad, valen 1976–2025
| 4 | 12 |  | 13 |  | 4 |

| 3 | 13 |  | 13 | 5 |

| 2 | 14 | 13 | 6 |

| 2 | 13 | 2 | 13 | 5 |

| 2 | 11 | 4 | 12 | 6 |

|  | 10 | 2 | 11 | 3 |

|  | 10 | 2 | 10 | 4 |

| 11 | 11 | 5 |

| 13 | 14 |

| 8 |  | 3 | 9 | 6 |

| 13 | 14 |

| 3 | 12 |  | 6 |  | 25 |  | 9 |

| 36 | 23 |

| 8 | 2 | 2 | 2 | 18 | 3 |

| 23 | 12 |

| 7 | 2 | 2 | 4 | 14 | 6 |

| 20 | 15 |

| 2 | 8 |  | 3 | 15 | 6 |

| 19 | 16 |

### Vänorter
Vänortsverksamheten i Finland har sin bakgrund i det nordiska samarbetet. Vid sidan av kommunerna och deras organisationer har en central aktör varit folkrörelsen Pohjola-Norden, som har en lokalavdelning också i Lovisa. Under de senaste årtiondena har verksamheten också omfattat andra länder, för Lovisas del Estland och Ungern.
- Hapsal – Estland
- Hilleröd – Danmark
- Horten – Norge
- Karlskrona – Sverige
- Ólafsfjörður – Island
- Paks – Ungern
- Varash – Ukraina

## Ekonomi

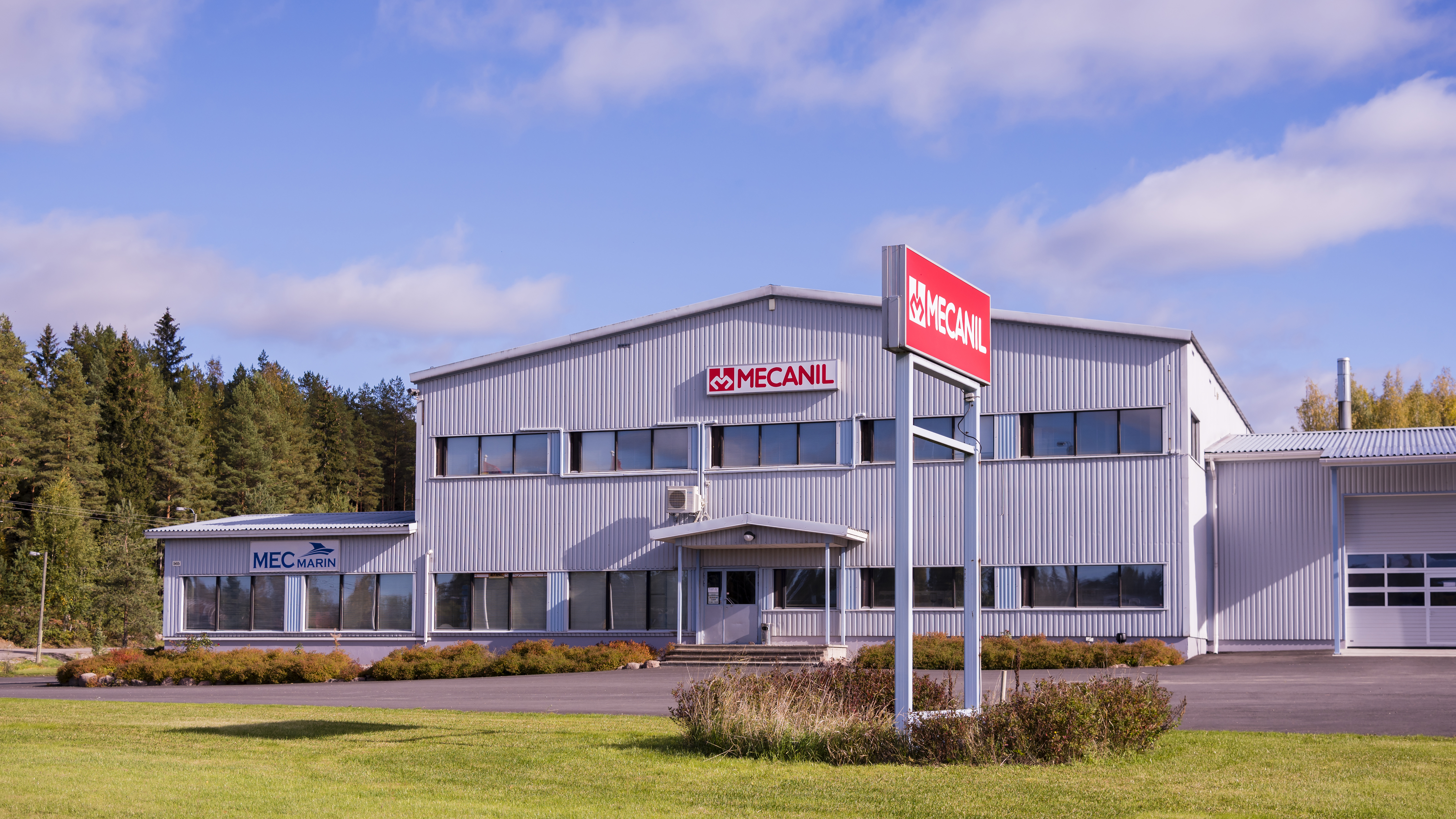
Hydraulikföretag i Liljendal

Lovisa stad är ortens största arbetsgivare. Staden har över tusen anställda, och dess årsbudget uppgår till omkring 130 miljoner euro. Inkomstskatteprocenten i Lovisa är 20,25 %. År 2019 fick staden skatteintäkter på 59 miljoner, och statsandelar på 25 miljoner. Verksamhetsintäkterna uppgick till 24 miljoner. De största utgiftskategorierna var personalkostnader (49 miljoner) och inköpta tjänster (47 miljoner). År 2020 var kommunkoncernens lånestock 7158 euro per invånare, dvs. mindre än i Nylands kommuner i genomsnitt. Lovisa stads bokslut för år 2021 uppvisade ett överskott på 4,6 miljoner euro. Staden äger betydande minoritetsandelar i Loviisan Satama Oy (Lovisa hamn) och Kymmenedalens El Ab. År 2019 var självförsörjningsgraden på arbetsplatser 82,0 %. Enligt Statistikcentralens indelning fanns 5,4 % av arbetsplatserna inom primärproduktionen, 32,7 % inom förädling och 59,4 % inom servicesektorn. Sysselsättningsgraden var 73,8 %, den högsta sedan år 1989. I november 2021 hade Lovisa 11,4 % arbetslösa arbetssökande, medan motsvarande tal för hela Nyland var 10,0 %.
Den största privata arbetsgivaren i Lovisa är Fortum Power and Heat Oy och dess kärnkraftverk på Hästholmen, 15 km söderut från centrum. Fortum har över 500 anställda i Lovisa. I centralorten finns Lovals fabrik som tillverkar elektriska komponenter. Fabriken sysselsätter 300 personer, och Loval är därmed stadens tredje största arbetsgivare. Industriområden finns det på olika håll i kommunen. I närheten av centrum finns Nya och Gamla industriområdet, med främst små företag såsom verkstäder och reservdelsaffärer. I Valkom finns det utöver hamnfunktionerna också annan industri, bl.a. Timberpoint som tillverkar träelement och båttillverkaren Boomeranger Boats. På Liljendals industriområde finns det ett flertal företag som i synnerhet de senaste åren har varit påfallande framgångsrika. Teampac tillverkar hälsovårdsprodukter, Liljendals Bruk är verksamt inom förpackningsbranschen, Topcore tillverkar hylsor och Mecanil är ett hydraulikföretag. Bland företagen på Tessjös industriområde kan nämnas Kuusisen Kala (Disa's Fish), Eltete (trä- och pappersförädling) samt Nalco Finland Manufacturing som tillverkar specialkemikalier för industrin. Också i Forsby finns det ett (småskaligt) industriområde.

## Befolkningsutveckling
I diagrammet nedan visas stadens befolkningsutveckling från år 1975 med fem års intervall. Områdesindelningen 1 januari 2022 har använts i hela tidsserien.
| Befolkningsutvecklingen i Lovisa stad 1975–2020                                                              | Befolkningsutvecklingen i Lovisa stad 1975–2020 | Befolkningsutvecklingen i Lovisa stad 1975–2020 | Befolkningsutvecklingen i Lovisa stad 1975–2020 | Befolkningsutvecklingen i Lovisa stad 1975–2020 |
| --- | ----------------------------------------------- | ----------------------------------------------- | ----------------------------------------------- | ----------------------------------------------- |
| |                                                 |                                                 |                                                 |                                                 |
| År |                                                 |                                                 | Folkmängd                                       |                                                 |
| 1975 | 1975                                            |                                                 | 17 622                                          |                                                 |
| 1980 | 1980                                            |                                                 | 17 587                                          |                                                 |
| 1985 | 1985                                            |                                                 | 17 143                                          |                                                 |
| 1990 | 1990                                            |                                                 | 16 970                                          |                                                 |
| 1995 | 1995                                            |                                                 | 16 347                                          |                                                 |
| 2000 | 2000                                            |                                                 | 15 833                                          |                                                 |
| 2005 | 2005                                            |                                                 | 15 683                                          |                                                 |
| 2010 | 2010                                            |                                                 | 15 595                                          |                                                 |
| 2015 | 2015                                            |                                                 | 15 311                                          |                                                 |
| 2020 | 2020                                            |                                                 | 14 745                                          |                                                 |
| Anm: Uppgifterna avser förhållandena den 31 december nämnda år enligt områdesindelningen den 1 januari 2022. |                                                 |                                                 |                                                 |                                                 |

## Skolor och utbildning
Lovisa stads skolväsen upprätthåller 13 grundskolor, sju svenskspråkiga och sex finskspråkiga. Tio av skolorna finns i byar runt om i kommunen. I Lovisa finns två gymnasier, det finskspråkiga Loviisan lukio och det svenskspråkiga Lovisa Gymnasium. I staden finns också ett tvåspråkigt medborgarinstitut som ordnar kurser såväl i centrum som i byarna, och som också har verksamhet i Pyttis och Lappträsk.

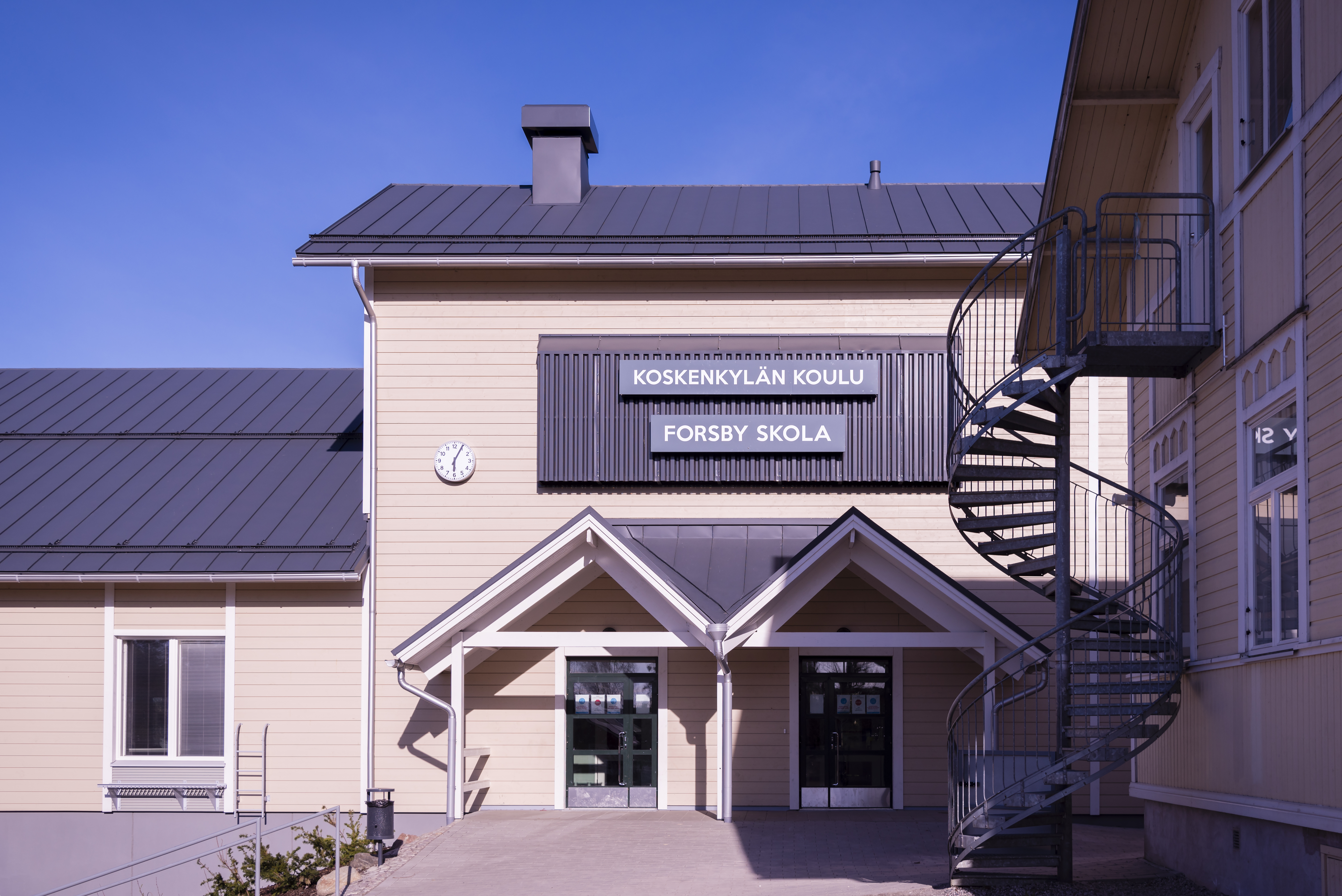
Forsby skolcenter

Lovisa stad satsade under 2010-talet och i synnerhet kring decennieskiftet mycket på skolbyggnaderna. I centraltätortens finskspråkiga skolcentrum stod en ny byggnad för de yngre eleverna klar år 2014. Till följd av problem med inomhusluften var den tidvis tagen ur bruk under åren 2018–2019. Harjurinteen koulus och Loviisan lukios gamla del från 1950-talet har grundrenoverats, och elevernas möjligheter till motionsutövning har förbättrats med bl.a. bollplaner. 
De nyaste skolorna är byggda i trä. Forsby fick ett nytt tvåspråkigt skolcenter när en ny skola i stock uppfördes intill Forsby skolas byggnad. Också den gamla skolbyggnaden är byggd i stock, och den grundrenoverades vid samma tid. Skolcentret stod i sin helhet färdigt hösten 2020.
Den nya svenskspråkiga skolan för årskurserna 7–9 i centrum av staden – Lovisavikens skola – byggdes i litet modernare trämaterial, nämligen CLT-element och limträbalkar. Byggnaden är i två våningar och stod klar i slutet av år 2020. Vid samma tid grundrenoverades det alldeles intill belägna Lovisa Gymnasium. I jugendbyggnaden från början av 1900-talet förnyades hustekniken (bl.a. ventilationen) och tilläggsflygeln från 1950-talet försågs med ett yttre hisschakt. 

## Församlingar
Den evangelisk-lutherska kyrkan är sedan församlingarnas strukturreform 2019 språkligt uppdelad i de två församlingarna Agricola svenska och Agricola finska församling, vilka också omfattar Lappträsk kommuns område. Församlingarna har en gemensam organisation i Lovisanejdens kyrkliga samfällighet. År 2020 hörde 71,6 % av Lovisaborna till den evangelisk-lutherska kyrkan.
Den första tiden efter kommunsammanslagningen 2010 verkade fem evangelisk-lutherska församlingar inom staden: Lovisa svenska församling, Lovisa finska församling, Pernå församling, Liljendals församling och Strömfors församling.
Inom den ortodoxa kyrkan har Kaakkois-Suomen seurakunta (Sydöstra Finlands församling) verksamhet också i Lovisa. I staden finns därtill en självständig pingstförsamling.

## Turism

### Inkvartering
Lovisa erbjuder relativt mångsidiga inkvarteringsmöjligheter. Alldeles i centrum finns två hotell, och i centrum eller dess närhet ett par litet anspråkslösare gästhus. I den fridfulla bruksmiljön i Strömfors erbjuds inkvartering av högklassig bed & breakfast-typ. På olika håll i kommunen finns det enskilda stugor och villor att hyra. I anslutning till golfbanan i Rönnäs – vid Pernåvikens västra strand – finns det stugbyar med tiotals stugor.

### Campingområde

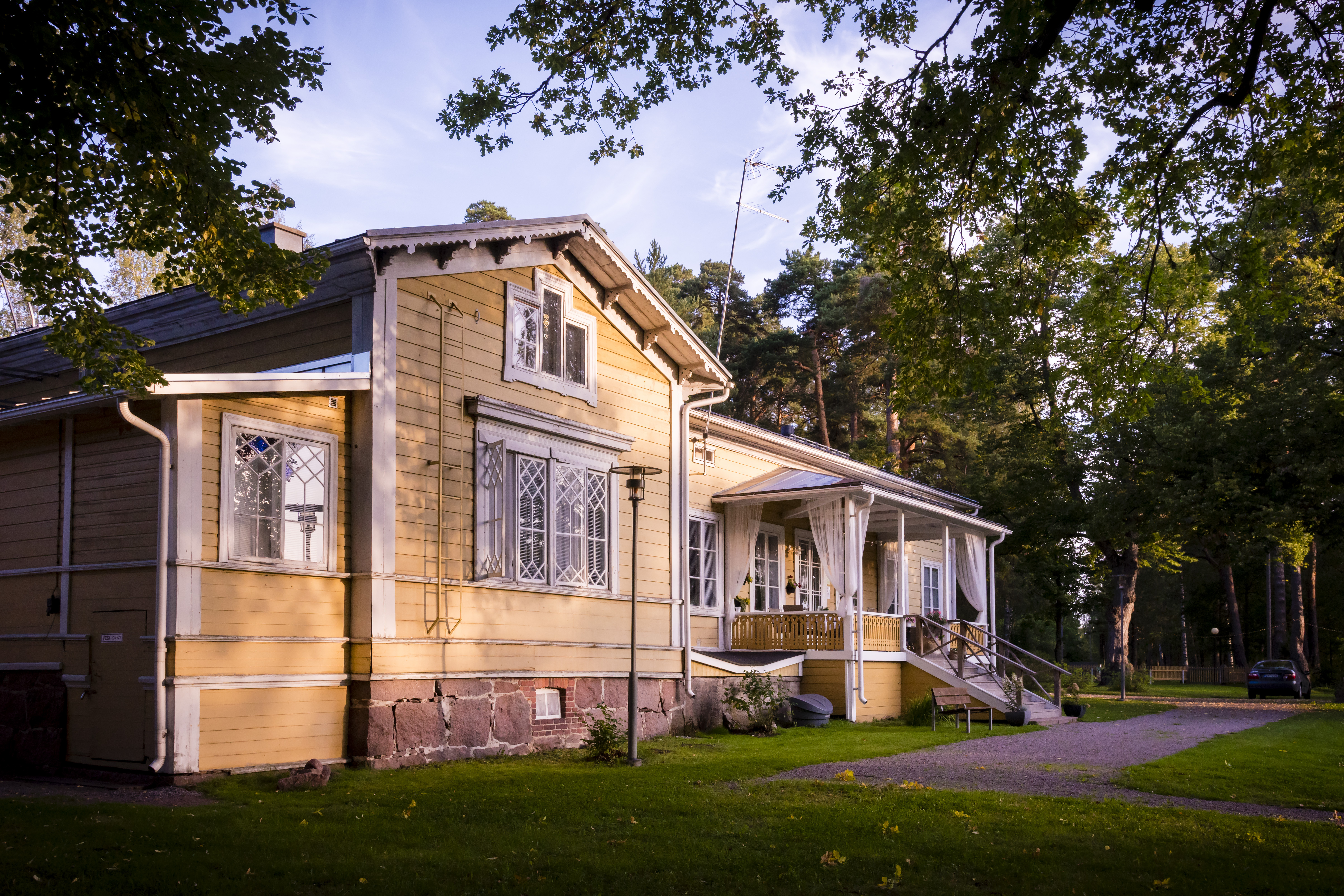
Willa Björksten, Lovisa Camping

Lovisa Camping är beläget på Ekudden vid Lovisavikens strand. Verksamheten bedrivs i Lovisa stads regi. Från området är det två kilometer till stadens centrum, men endast en dryg kilometer till Skeppsbron, sommarlivets medelpunkt. Alldeles intill campingområdet finns badstranden Plagen och Casinoparkens tennis- och padelbanor. På campingområdet finns en gammal fransk trädgård och två bostadshus från 1800-talet i välbevarad empirestil. I det ljusblå trähuset finns bl.a. receptionen, medan det i det gula huset – Willa Björksten – finns sju inkvarteringsrum (tre till i gårdsbyggnaden). På området finns ca 50 platser för husbilar och -vagnar, och ca 20 tältplatser. Campingen är öppen från våren till hösten.

### Gästbåtshamnar
Gästande båtfarare har möjlighet att lägga till vid flera officiella småbåtshamnar med gästplatser. Närmast stadens centrum ligger Skeppsbrons gästbåtshamn med 60 gästplatser. Den är en s.k. Sälle-hamn vilket innebär att den uppfyller Håll Skärgården Ren rf:s miljökrav. En knapp kilometer söderut från Skeppsbron finns Tullbrons gästbrygga, som främst är avsedd för litet större båtar. Vid sjöfästningen Svartholm finns ca 65 avgiftsfria gästbåtsplatser. Det finns också gästbryggor i Kabböle, vid Backstensstrand och i Rönnäs. 

### Sevärdheter
| - Lovisas nygotiska kyrka - Rådhuset och Esplanaden (torgmiljön) - Trähuskvarteren i historiska Nedre stan - Skeppsbroområdet och dess rödmyllade bodar - Restaurerade Lovisa Kapellet (från 1800-talet, café) - Kommendantshuset från 1750-talet (stadens museum) - Ada och Glada-parken och -lekstugan (i Kapellparken) - Societetshuset (från 1860-talet, restaurang) - Fästningen (bastionerna Ungern & Rosen, Ehrensvärdsstigen) - Bonga slott (Riitta Nelimarkkas ateljé) - Kvarnåspromenaden (väderkvarn, Kuckustenens utsiktstorn) - Degerby rusthålls flygelbyggnad (från 1690-talet, restaurang) - Officerskasernen från 1700-talet och ortodoxa klockstapeln | Utanför centralorten: - Strömfors bruksmiljö och kyrkan - Svartholms sjöfästning - Pernå Sankt Michaels kyrka - Eija's Garden (trädgård i Abborrfors) - Liljendals träkyrka - Malmgård slott och gårdsbod - Rökhusforsens museibro - Stor-Sarvlaks Gård - Brannis grotta (nära Skukulträsket) - Skinnarby butiksmuseum och dess trädgård |

## Evenemang

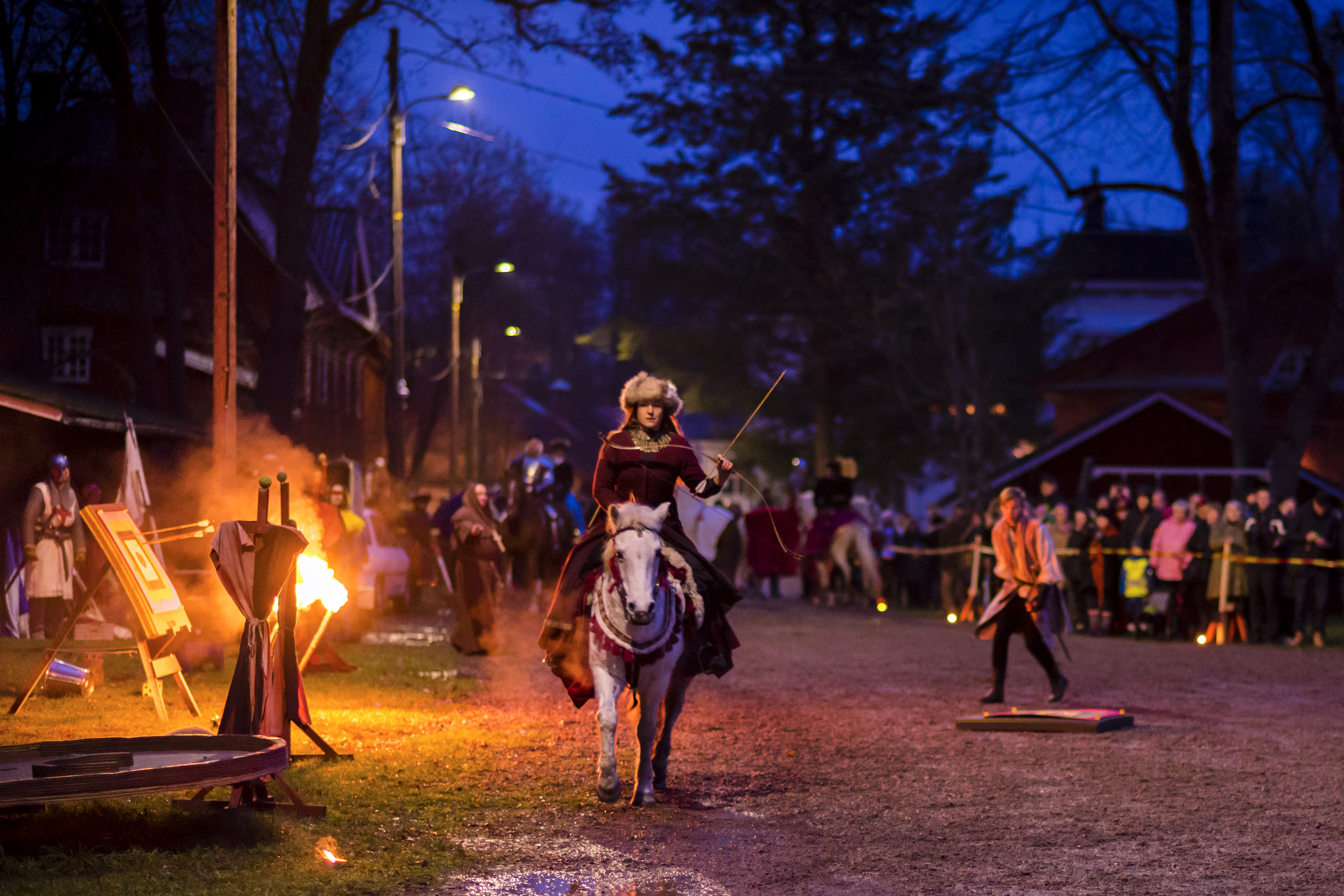
Kekri-festen i Strömfors bruk

Staden lever upp under sommaren. Populära och återkommande evenemang är bl.a. traditions- och renoveringsdagarna Lovisa Historiska Hus, segelfestivalen Small Ships' Race, midsommarfesterna på Skeppsbron och Svartholm, Öppna trädgårdar, Fredsforumet, tidningen Nya Östis läsarfest, Lovisaveckan, 1700-talsveckoslutet och travtävlingarna. Utanför själva centralorten ordnas Gamla tiders dagar (Jokela hembygdsmuseum), Liljendaldagarna, Rootsinpyhtää Bluegrass och Ruukki Picnic (veteranbilar).
I början av hösten firas Forneldarnas natt på Skeppsbron, och Sibeliusdagarnas musik ljuder på olika håll i stan. Kring månadsskiftet oktober–november har det i Strömfors bruk under några års tid arrangerats en traditionell Kekri-skördefest, som har lockat många besökare. I december visar Lovisabor upp sina juldekorerade hem inom ramen för Traditionella julhem, och det hålls julmarknader på torget, på Skeppsbron, i Strömfors bruk och på Malmgård. Nyåret firas bl.a. med cabaret-föreställningar på den lokala biografen. På våren ordnas Brandenstein-marschen i april, valborg och första maj firas på torget och på Skeppsbron, och senare i maj är det Sommarsäsongens öppning i Strömfors bruk.

### Bostadsmässan 2023
Den nationella bostadsmässan hölls på Drottningstranden i Lovisa mellan den 7 juli och den 6 augusti 2023. Bostadsområdet är helt nytt och beläget mellan Lovisaviken och Skärgårdsvägen, endast en kilometer från stadens centrum. På området finns ett tjugotal egnahemshus, två parhus, ett radhus och ett våningshus byggt i trä. Många av tomterna har egen strand, och från nästan alla är det havsutsikt. Det flytande huset väckte stor uppmärksamhet. I mässområdets norra del finns ett ekologiskt grönområde, och genom den intilliggande vassen går det en spångled till mittersta delen. En ny gångbro förbinder mässområdet med den motsatta stranden och gamla stan. Som en del av mässan ordnades en flytande båtutställning. Strömfors bruk och det centralt belägna Sibeliushuset var officiella kompletterande mässobjekt.

## Idrott och motion

### Idrottsföreningar
Fotbollsklubben FC Lovisa bildades när Lovisa Tor och Loviisan Riento år 1992 sammanslog sin verksamhet beträffande idrottsgrenen ifråga. Riento fortsatte som en boxnings- och brottningsförening. Lovisa Tors grenar är numera innebandy, längdskidåkning, badminton och friidrott. FC Lovisa har också lag i futsal, och andra bollsporter kan man utöva åtminstone i Lovisa Tennisklubb och i Hokki Basket. I staden finns såväl en ishockey- som en konståkningsförening, och kampsporter kan utövas i judo- och taekwondoföreningar. Den svenskspråkiga Lovisa Gymnastikförening grundades redan 1897. I flera mindre tätorter finns lokala föreningar i vilka man bland annat ägnar sig åt skidåkning, friidrott och frisbeegolf. I Lovisa finns också en aktiv skytteförening.

### Idrottsplatser

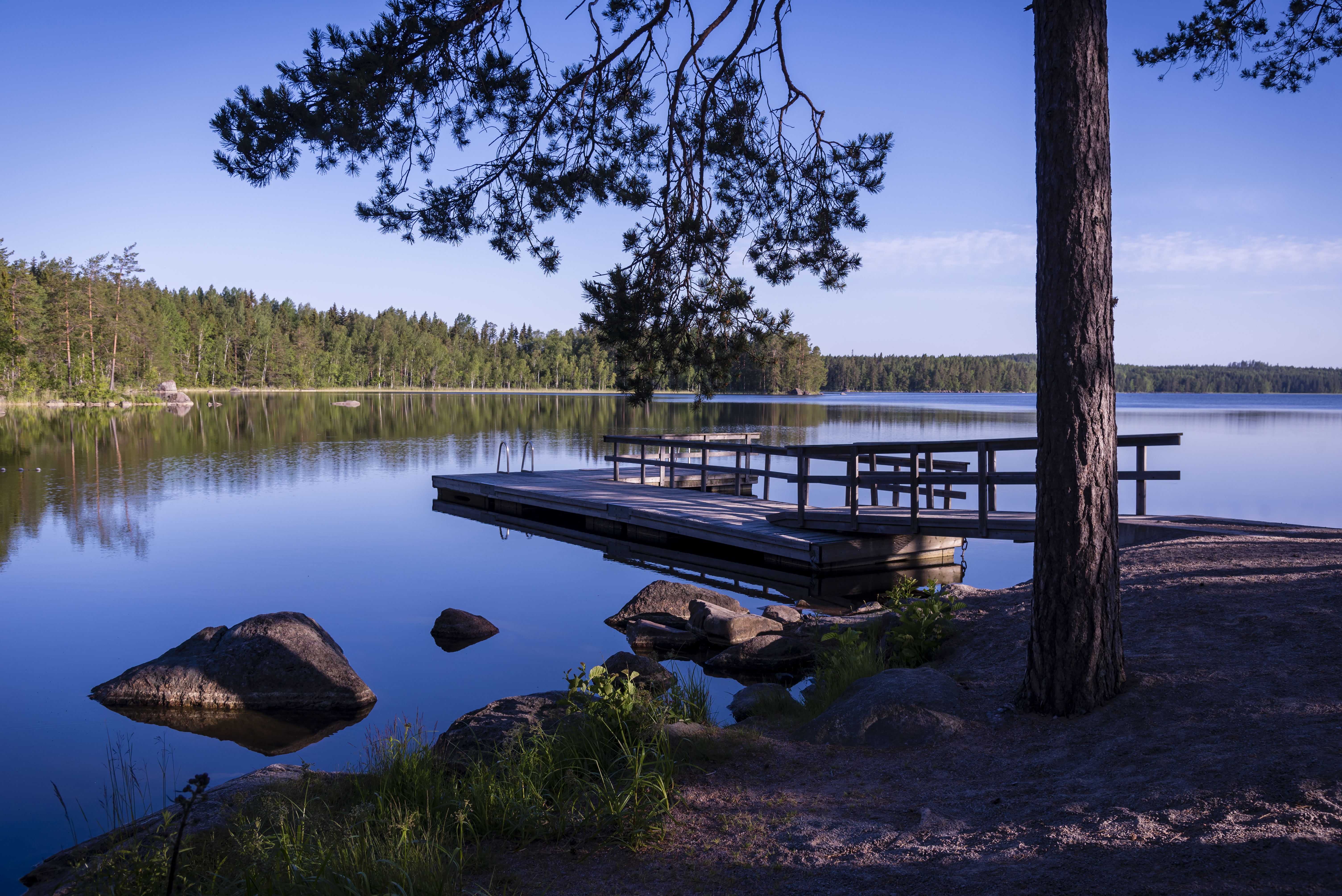
Särkjärvi södra badstrand

Lovisa idrottshall är belägen i utkanten av centrum, alldeles intill Lovisaviken. Hallen används bl.a. av Lovisa Tors innebandylag och FC Lovisas futsallag. I Forsby finns den lika stora Agricola-hallen, och i Liljendal och i Valkom betydligt mindre motionshus. I centrum finns ett par privata gym, kommunalt bedrivna sådana finns också i andra tätorter.
På Lovisa Nya industriområde finns det en privat padelhall, och i stadsdelen Fredsby en bowlinghall som upprätthålls av Lovisa Bowlingförbund rf. I Fredsby finns också Lovisa stads ishall, och intill den en konstgräsplan som administreras av FC Lovisa. I anslutning till det finskspråkiga skolcentret finns en litet mindre konstgräsplan.
I närheten av centrum finns Centralidrottsplanen, och intill den en träningsplan. Idrottsplaner finns det också bl.a. i Liljendal, Strömfors bruk, Isnäs, Pernå kyrkoby och Valkom. I Casinoparken i Lovisa centralort – mittemot badstranden Plagen – finns tre tennisbanor som upprätthålls av Lovisa Tennisklubb. I parken finns också en ny padelbana, och på badstranden finns det två beachvolleyplaner. Bland de övriga badstränderna kan nämnas Särkjärvi södra och Drömstrand Liljendal. I Lovisa finns hela tre frisbeegolfbanor, de är belägna i Valkom, Pernå kyrkoby och Liljendal. I Rönnäs vid Pernåvikens västra strand finns en fullstor golfbana. På olika håll i kommunen finnas det ishockeyrinkar (skridskoplaner) och mindre bollplaner.

### Travbanan
Lovisa travbana är belägen endast 700 meter från Lovisa torg. Banan stod klar år 1950, och den upprätthålls av den år 1926 grundade Östra Nylands Hingstförening rf. Under sommaren ordnas det fem toto-trav på banan, och den fungerar året runt som träningsbana. År 2018 prisbelönades banan som Årets sommartravbana.

### Friluftsleder
I centralorten finns två naturnära och historiskt intressanta promenadrutter: Ehrensvärdsstigen och Kvarnåspromenaden. Båda rutterna är ungefär två kilometer långa. Litet längre bort från centrum finns Idrottspaviljongens, Gråbergs, Tessjös och Valkoms motionsslingor, vilka vintertid fungerar som skidspår. I Liljendal finns en kort motionsslinga, och skidspår finns det också i Pernå kyrkoby, Forsby, Andersby, Strömfors kyrkoby och Svenskby.
I närheten av Strömfors bruk finns Skukulträskets vandringsled, som börjar vid brukets idrottscentrum (stor avgiftsfri parkeringsplats). Vandringsleden är ca åtta kilometer lång, men ifall man vill se den s.k. Brannis grotta måste man gå ytterligare två kilometer. Längs leden finns grillplatser vid Skukulträskets och Kymmene älvs stränder. Terrängen är på sina ställen kuperad och ojämn, men vyerna är fina. I och med svårtillgängligheten lämpar den sig emellertid inte för (ens lindrigt) rörelsehämmade. I Liljendal finns den 11,5 km långa Kalles runda, som går genom en betydligt jämnare terräng.

## Kultur

### Museer

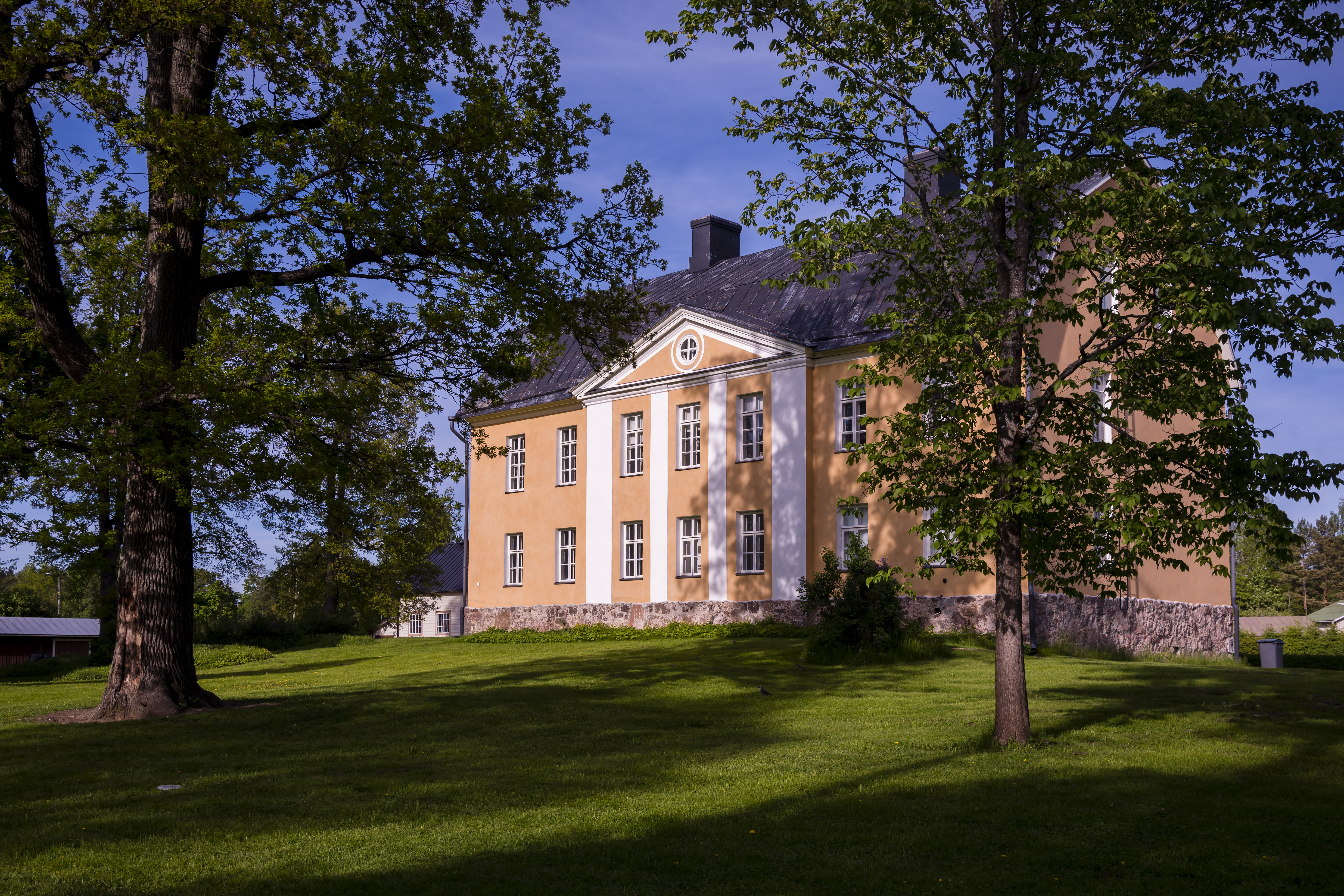
Kommendantshuset (Berner 1755)

Lovisa stads museum är grundat år 1904, och sedan 1960-talet har dess huvudsakliga verksamhetspunkt funnits i det s.k. Kommendantshuset, som stod färdigt år 1755. Vid sidan av basutställningen arrangeras där varierande temautställningar. Till museihelheten hör också bruksmuseet i Strömfors kyrkby och Virböle hembygdsmuseum i kommunens nordöstra del. I bruksmuseet kan man bekanta sig med verksamheten på ett järnbruk och med smedernas arbetsmetoder. I Virböle förevisas gångna århundradens allmoge- och hantverkskultur. I Lovisa finns också ett flertal privata museer, närmast centrum finns Sjöfartsmuseet. Det är beläget på Skeppsbron, stadens gamla hamnområde, och upprätthålls av Stiftelsen för Lovisa Sjöfartshistoria. Museets basutställning visar upp såväl Skeppsbrons historia som ett brett spektrum av stadens sjöfartshistoria, där ingår miniatyrmodeller av båtar, tavlor, salongen från ett ångfartyg och annat som hör sjöfarten till. Skeppsbrons hundraåriga bogserbåt Onni tillhör också den museet.
I Svenskby i kommunens nordöstra del finns Jokela hembygdsmuseum, som är inriktat på jord- och skogsbrukshistoria. Det är öppet under julisöndagar, annars enligt överenskommelse. Vid Pernåvikens västra strand finns Rönnäs Skärgårdsmuseum och Isnäs ångmaskinsmuseum. I Forsby finns ett Agricola-museum och i Skinnarby "Suomen pienin kauppamuseo", ett butiksmuseum med föremål från 1950- och 1960-talet.

### Bibliotek
Lovisa stads huvudbibliotek verkade från år 1998 i det kulturhistoriskt värdefulla Societetshuset. Till följd av problem med inomhusluften flyttade biblioteket emellertid bort år 2018, och verksamheten fortsatte i Nedre stan. Närbibliotek finns i Tessjö, Liljendal, och Pernå kyrkoby. Dessutom trafikerar en biblioteksbuss i kommunen. Lovisa-biblioteket hör till de nyländska kommunernas gemensamma Helle-nätbibliotek.

### Bildkonst

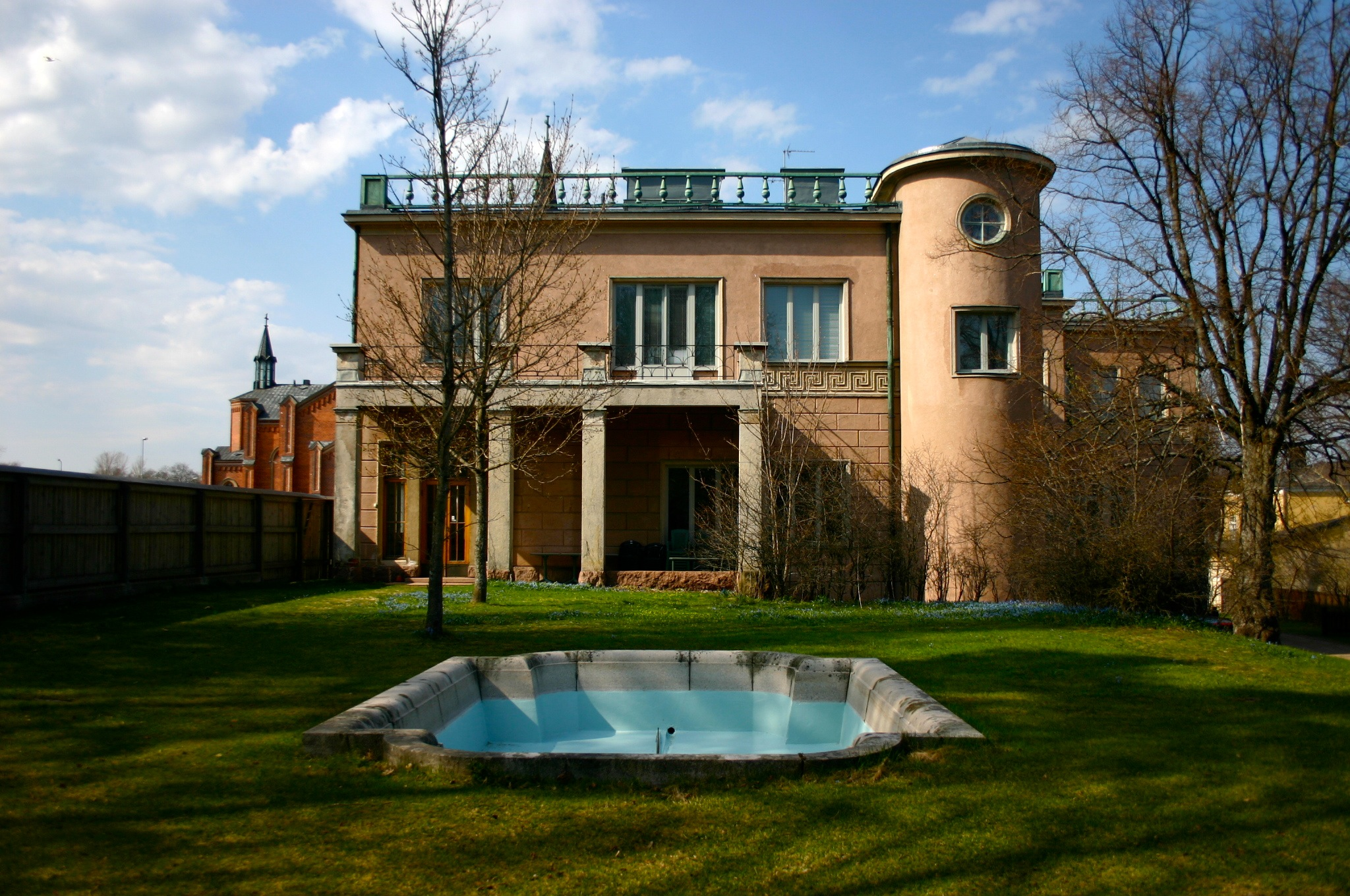
Bonga slott

De av Lovisas konstgallerier som är öppna året runt är samtliga belägna i centrum. Galleri Theodor är ett utställningsutrymme som upprätthålls av Lovisa konstförening. I den nyligen renoverade Almska gården ordnas såväl utställningar som kulturevenemang. I Bonga slott finns konstnären professor Riitta Nelimarkkas färggranna hemgalleri. I Galleri Emilie förevisas bl.a. Kristina Elos konst, och det fungerar också som ramverkstad.
Under somrarna ordnas det också utställningar på Skeppsbron, i Galleria Saltbodan och i Klassiska båtar rf:s boda. Sommarutställningar hålls också i gallerierna på Stallbacken i Strömfors bruk. Zabludowicz Collection-konstsamlingen på Sarvsalö är ytterst sällan öppen för allmänheten.
I staden finns också en aktiv fotoklubb – Lovisa Kameraklubb – som har studio och mötesutrymmen i Gamla mejeriet på Chiewitzgatan. Medlemmarnas foton visas fortlöpande upp i Drottningportens Safcafe, och föreningen ger också ut en gratistidskrift vid namn Loisto. Såväl fotoklubben som konstföreningen ordnar kurser, och bildkonst kan man också studera i Lovisa konstskola.

### Musik och dans
Borgånejdens musikinstitut erbjuder undervisning också i Lovisa. Institutet har egna verksamhetsutrymmen i Sibeliushuset, alldeles nära kyrkan. Undervisningen riktar sig till såväl barn och ungdomar som vuxna, och institutet bedriver samarbete med de lokala skolorna och daghemmen. I Lovisa finnas ett flertal svensk- och finskspråkiga körer, och en tvåspråkig barnkör som är underordnad Musikinstitutet. Lovisa stads musikkapell grundades redan år 1888, och är numera en hobbybaserad blåsorkester.
Lovisa dansinstitut grundades år 2007 och upprätthålls av en understödsförening. Dansinstitutet erbjuder hobbymöjligheter för Lovisabor i alla åldrar, och undervisning ges i bl.a. barndans, nutidsdans och klassisk balett. Dansinstitutets huvudsakliga verksamhetspunkter är belägna i stadens centrum.

### Teater
Lovisa har ingen egen stadsteater, den närmaste är finskspråkig och belägen i Kotka. Däremot finns det ett flertal sommar- och amatörteatrar. Finskspråkiga Loviisan teatteri är en amatörteater som grundades år 1978. Den har inga fasta verksamhetspunkter eller scener, utan föreställningarna arrangeras på olika håll i kommunen. I Strömfors bruk verkar Ruukinmyllyn kesäteatteri, som uppger sig vara en proffsteater. Dess täckta läktare har plats för 240 åskådare.
Svenskspråkiga Lurens sommarteater verkar i Hardom by, och är kanske mest känd för sin vridläktare. Det är fråga om en amatörteater som håller sig med professionella regissörer. I Liljendal arrangerar teaterentusiaster en årligen återkommande revyföreställning på den lokala dialekten. Teaterkurser ordnas i kommunen av såväl Loviisan teatteri som Lovisa konstskola.

## Hälsovård
I utkanten av centrum finns den kommunala hälsocentralen, som också har en sjukhusavdelning med 25 patientplatser. Hälsocentralen har jour endast under s.k. kontorstid, men Lovisaborna kan också söka sig till jouren vid Kymmenedalens centralsjukhus i Kotka. Lovisa hör till Östra Nylands välfärdsområde som ansvarar för den offentliga hälsovården. Fysioterapi och tandläkartjänster erbjuds inom såväl den offentliga som den privata sektorn. I centrum finns därtill Mehiläinens företagshälsovård.

## Räddningsväsendet
För Lovisa stads räddningsväsende ansvarar Räddningsverket i Östra Nyland. Inom Lovisas område verkar ett tiotal frivilliga brandkårer, och därtill har Fortum en egen fabriksbrandkår för kärnkraftverket på Hästholmen.

## Bilder

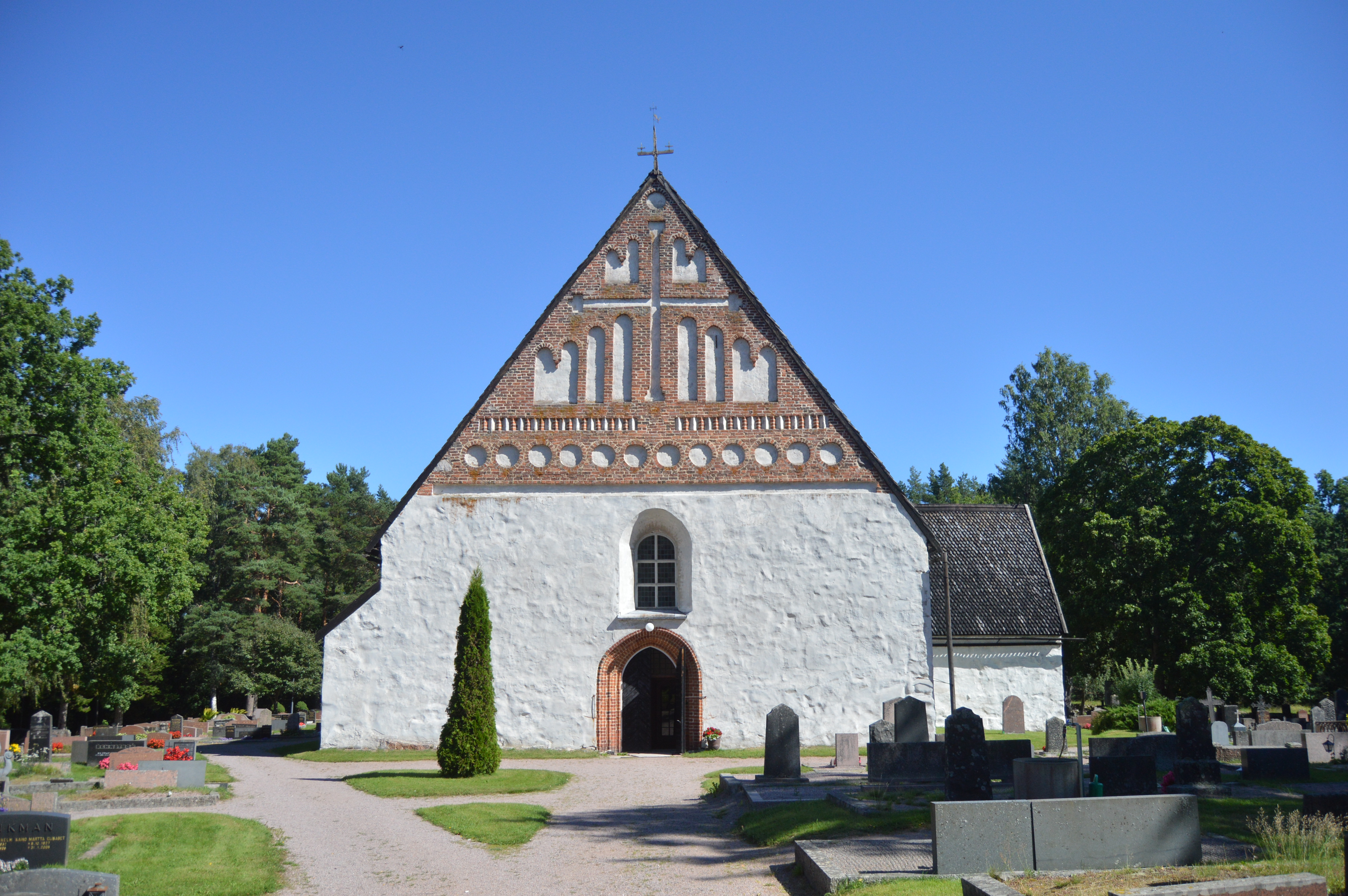
Pernå kyrka (från 1400-talet)
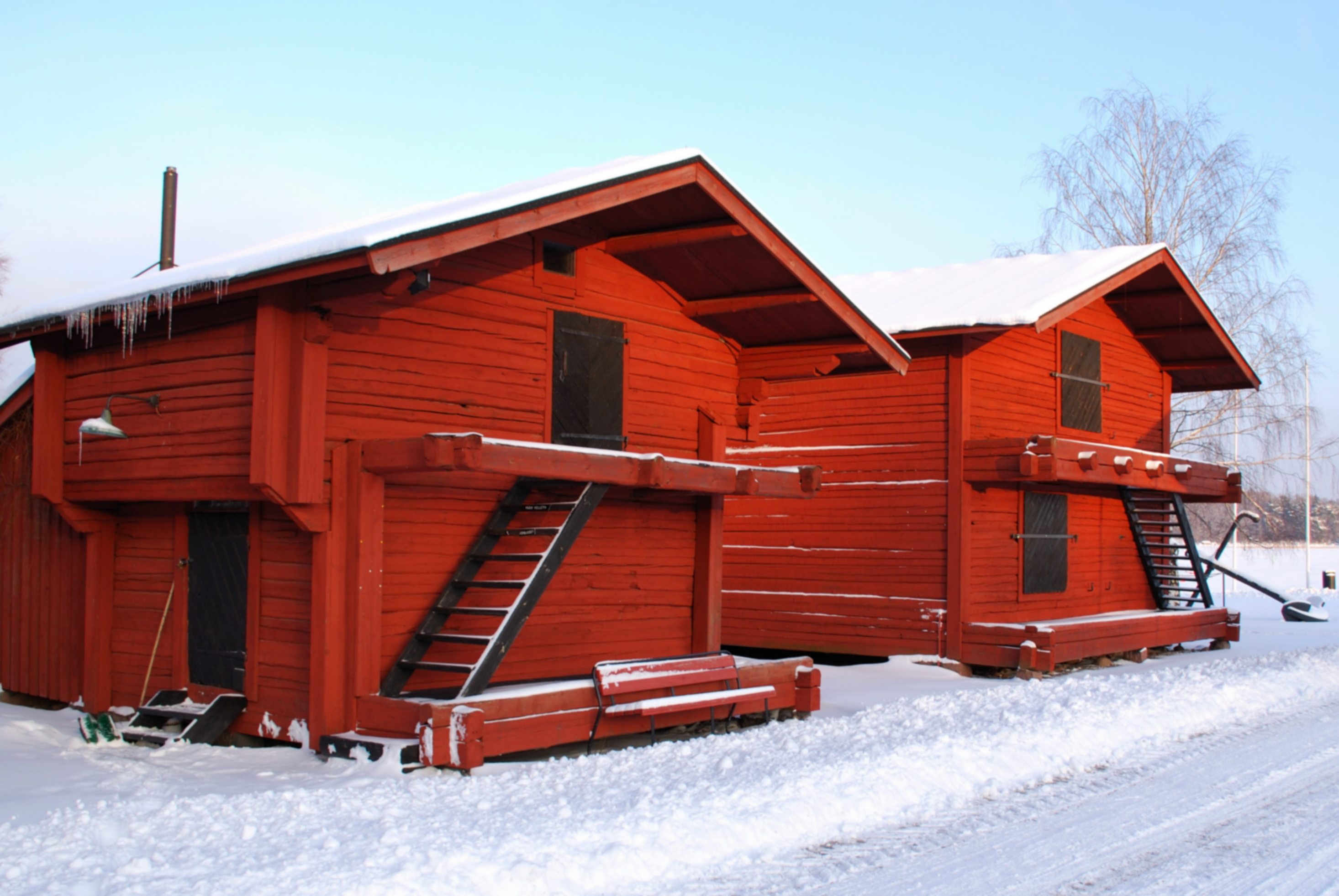
Skeppsbron
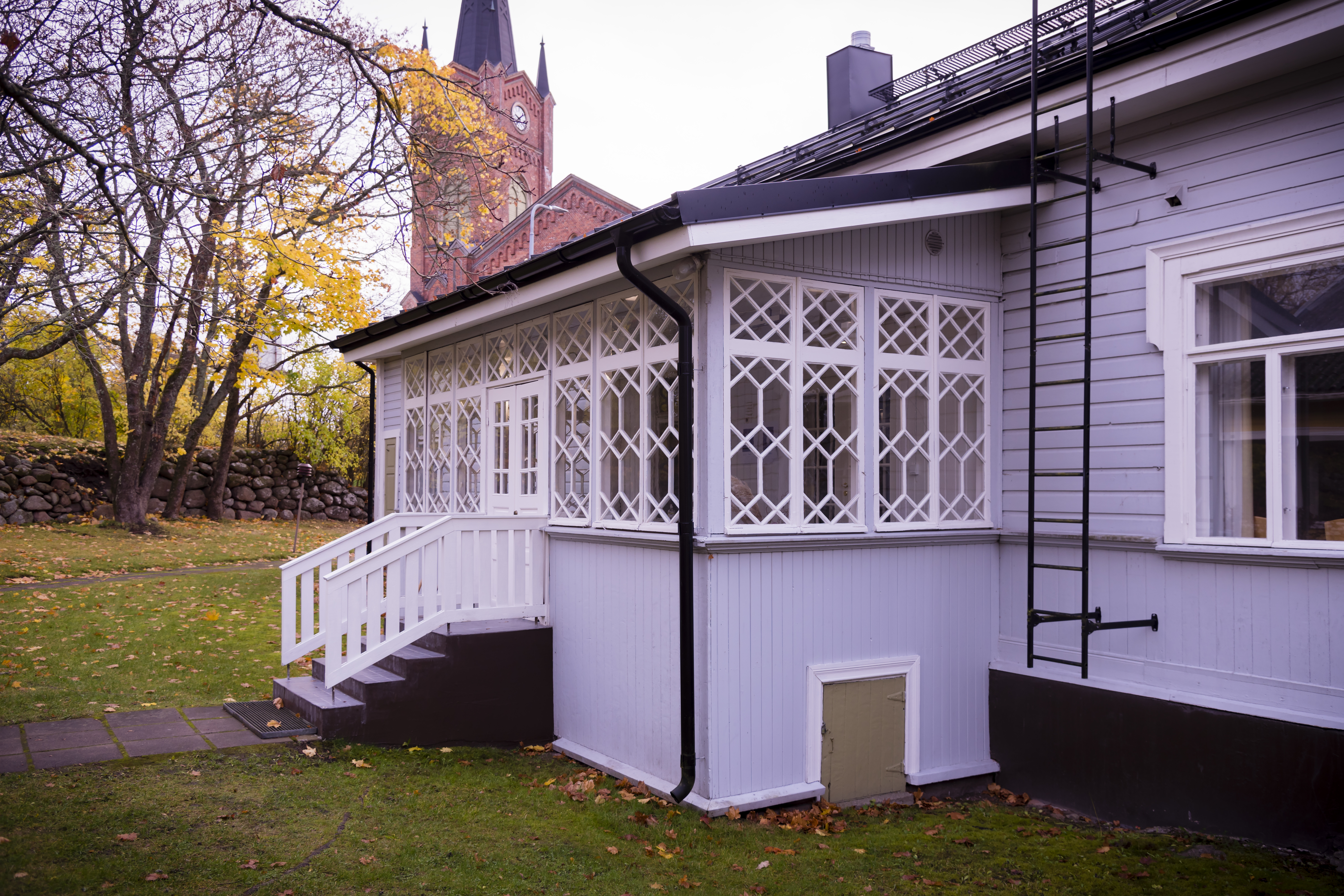
Sibeliushuset (1807)
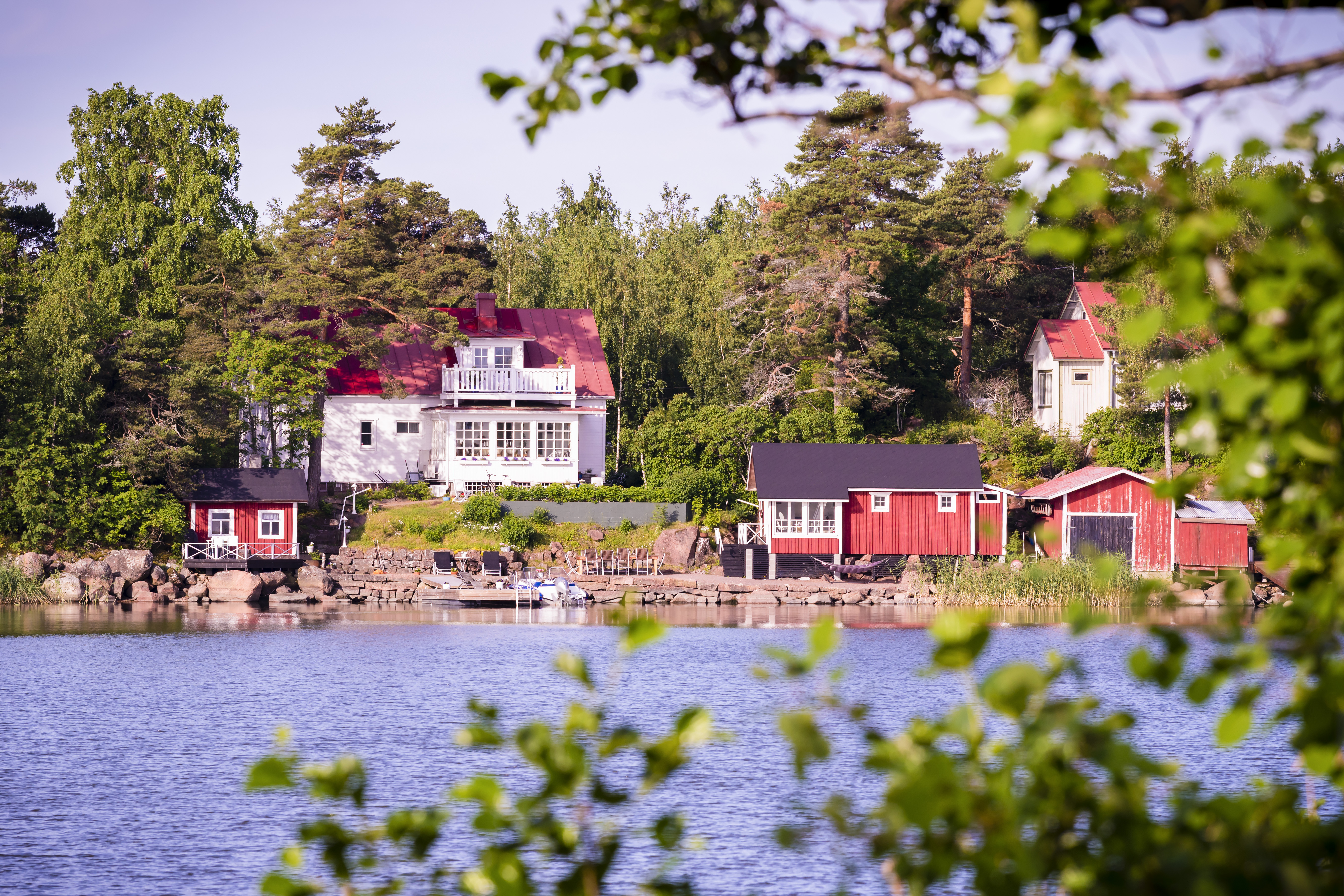
Långholmen
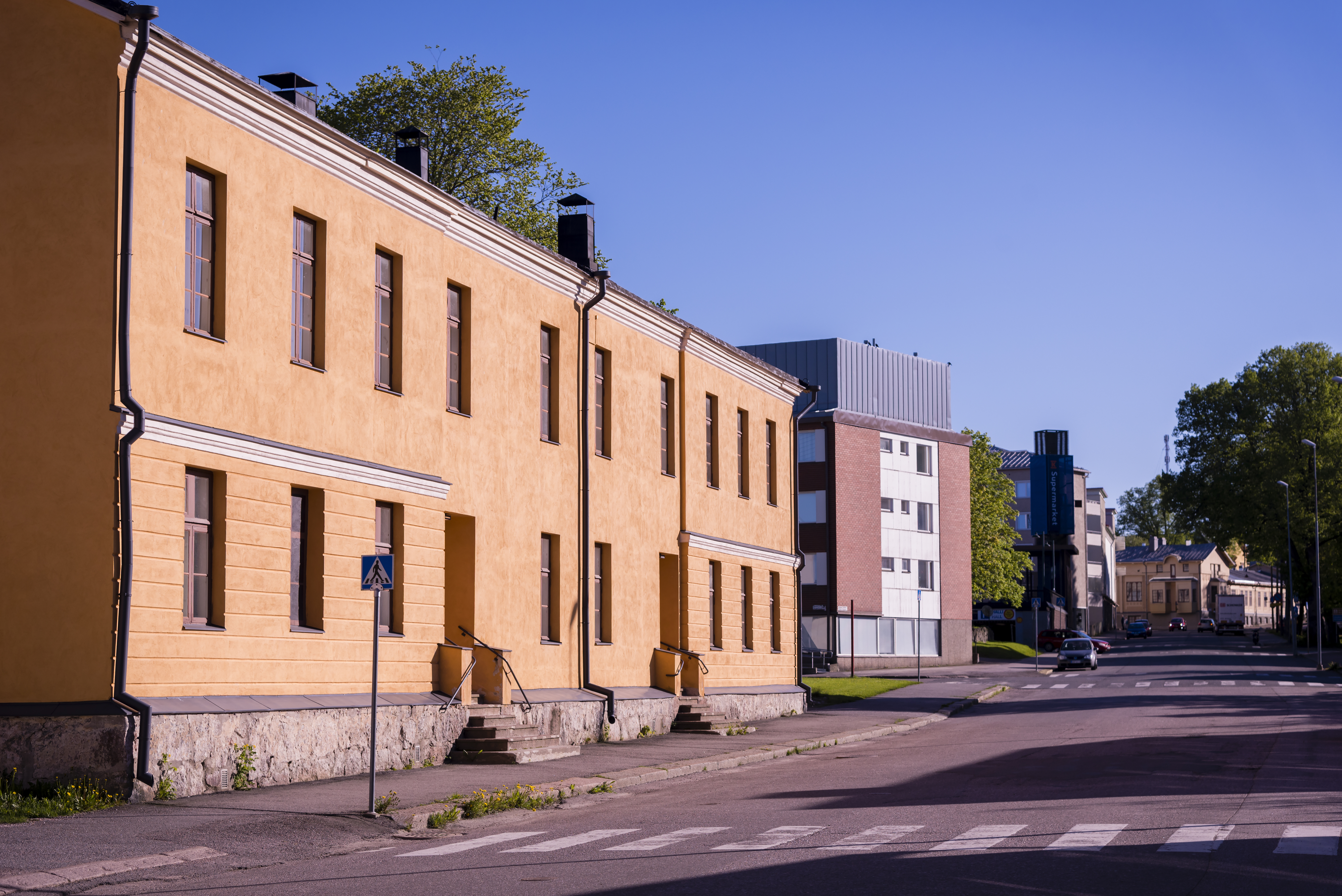
Officerskasern (1754–1755)
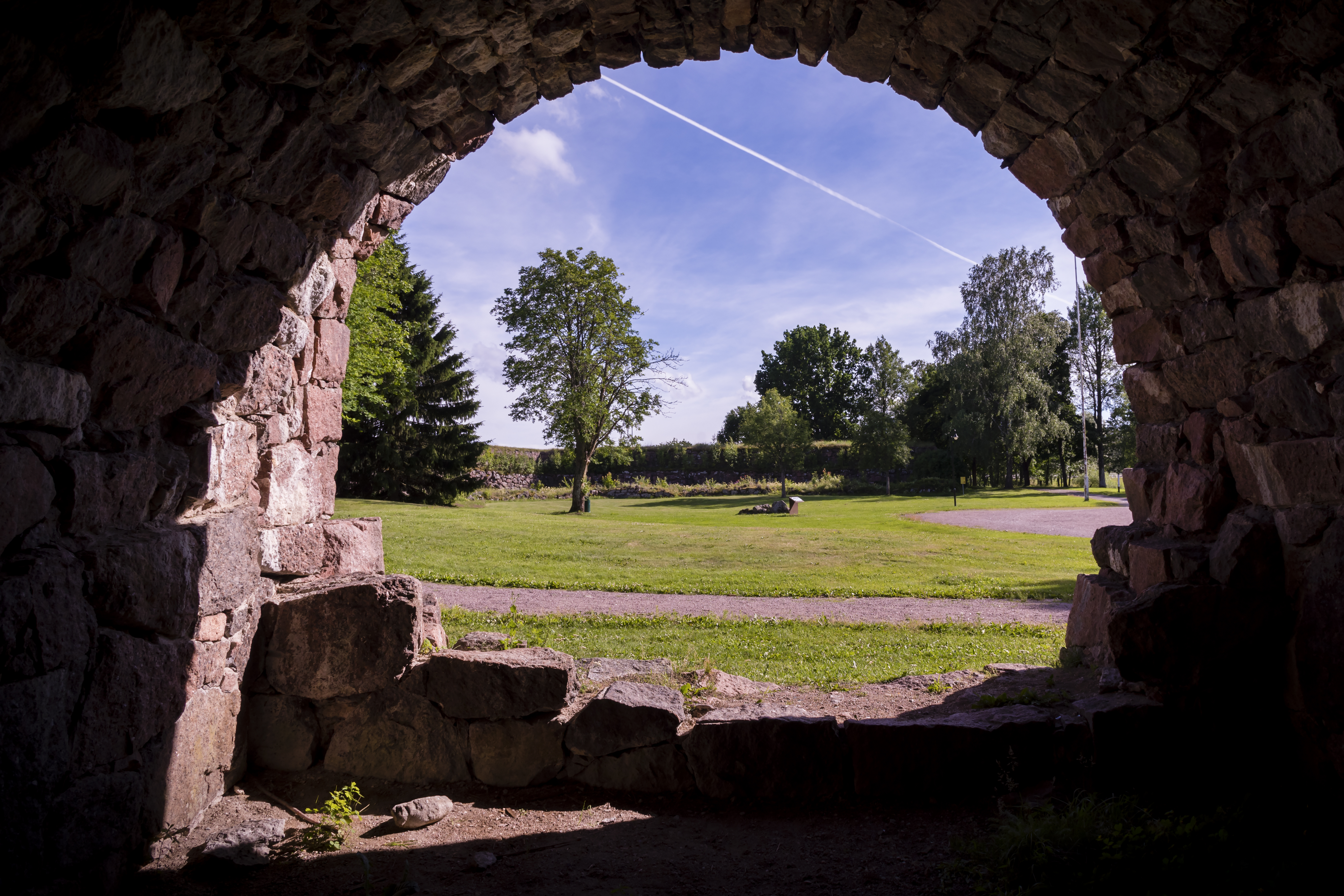
Bastion Ungern
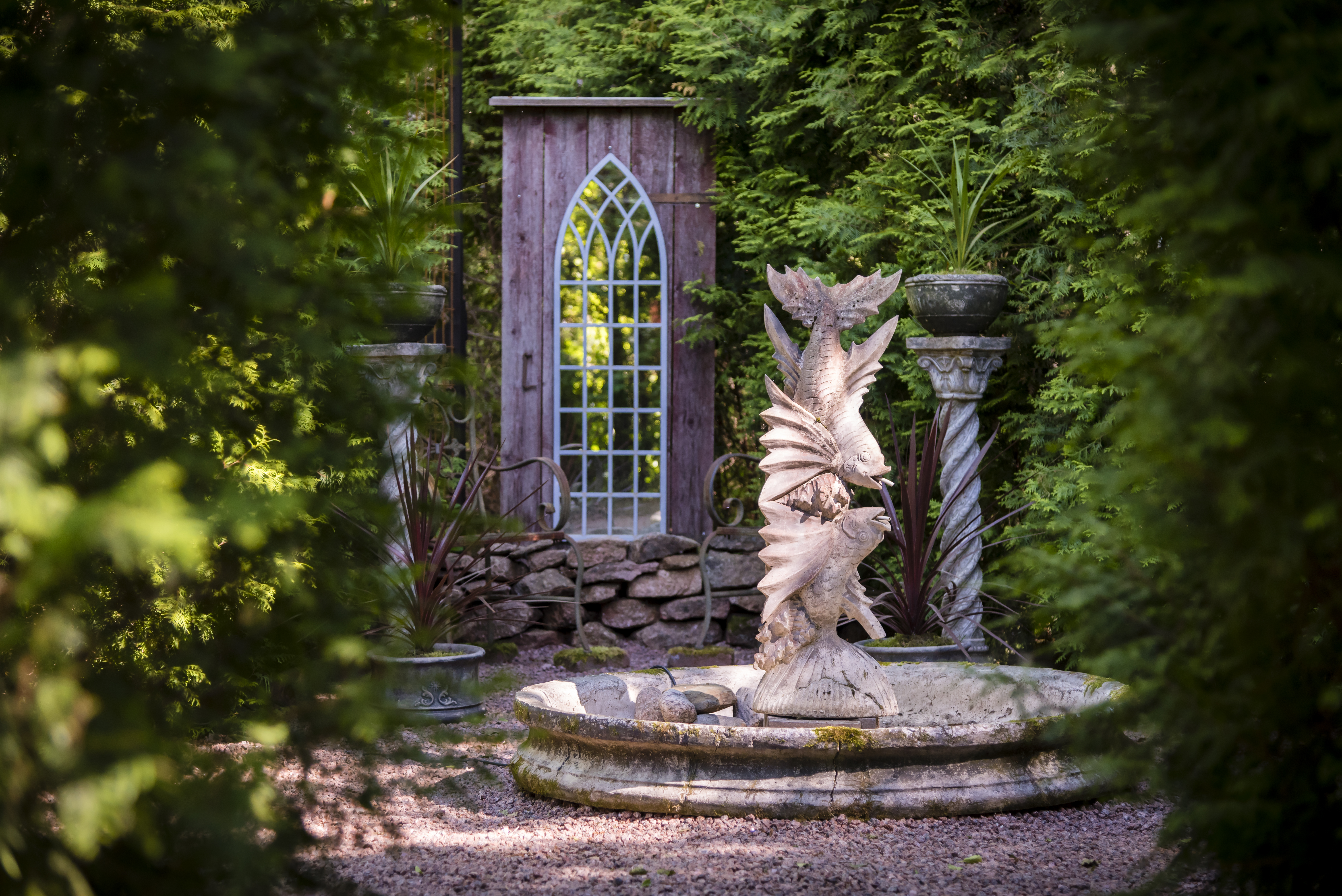
Eija's Garden
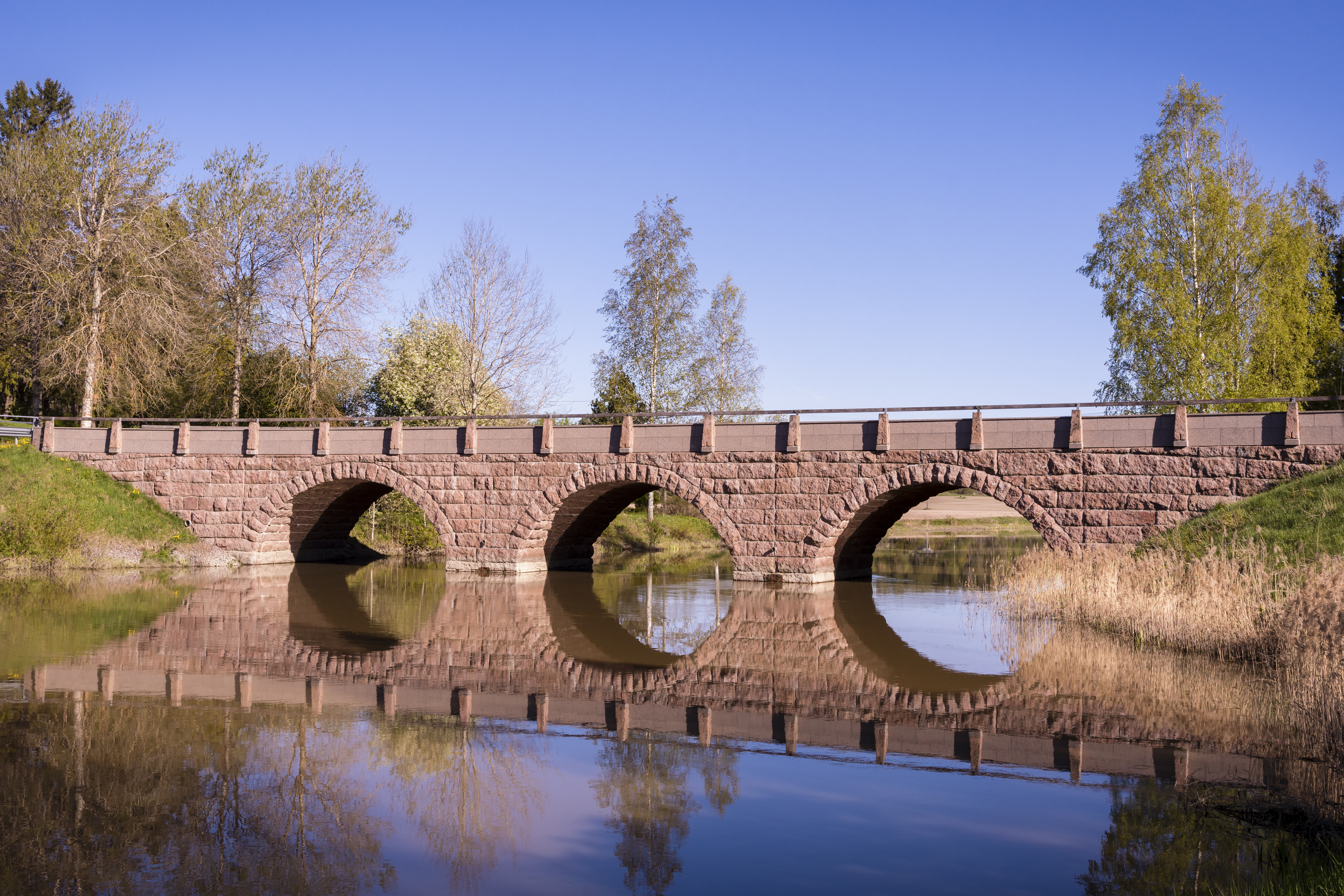
Sävträsk bro
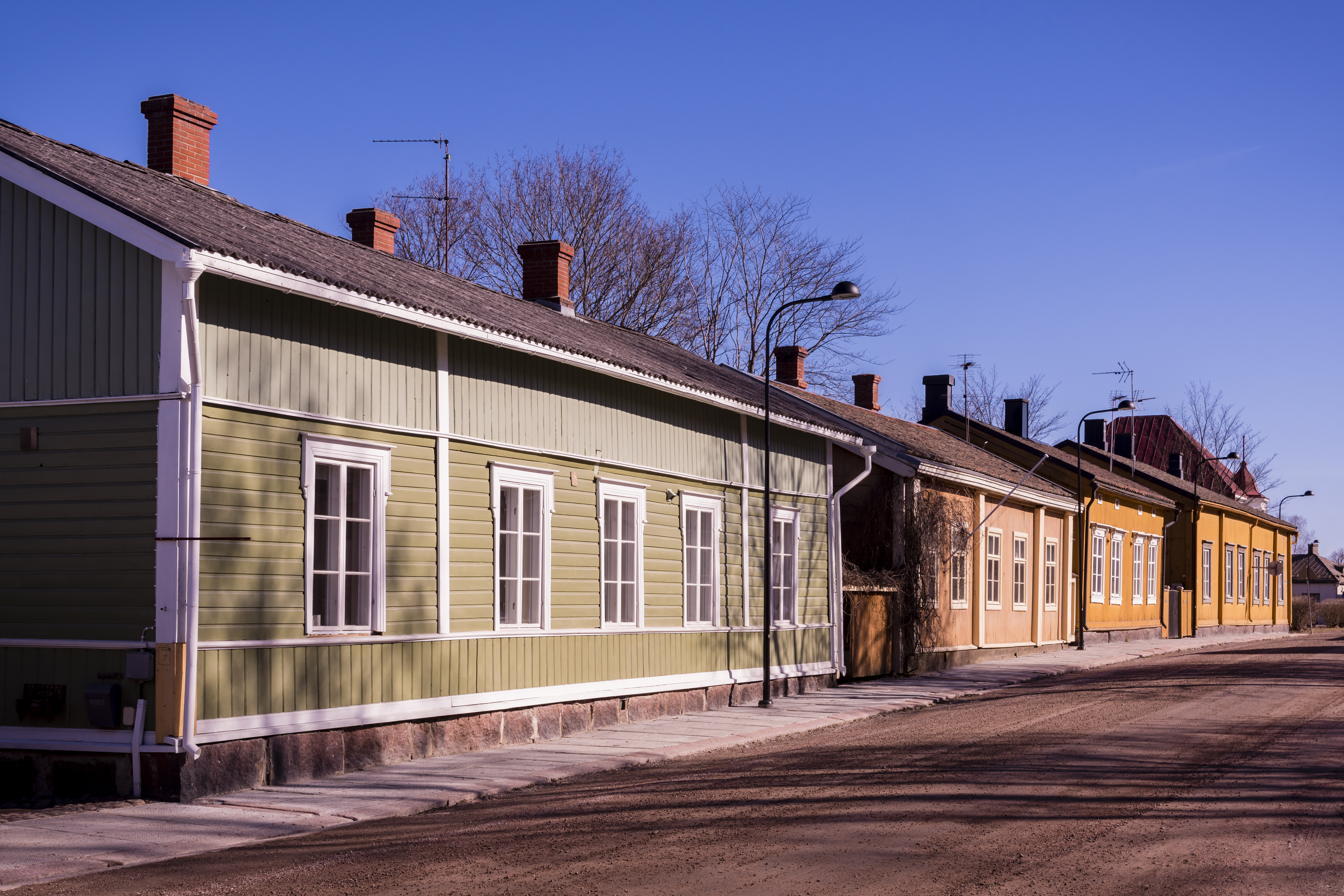
Nedre stan
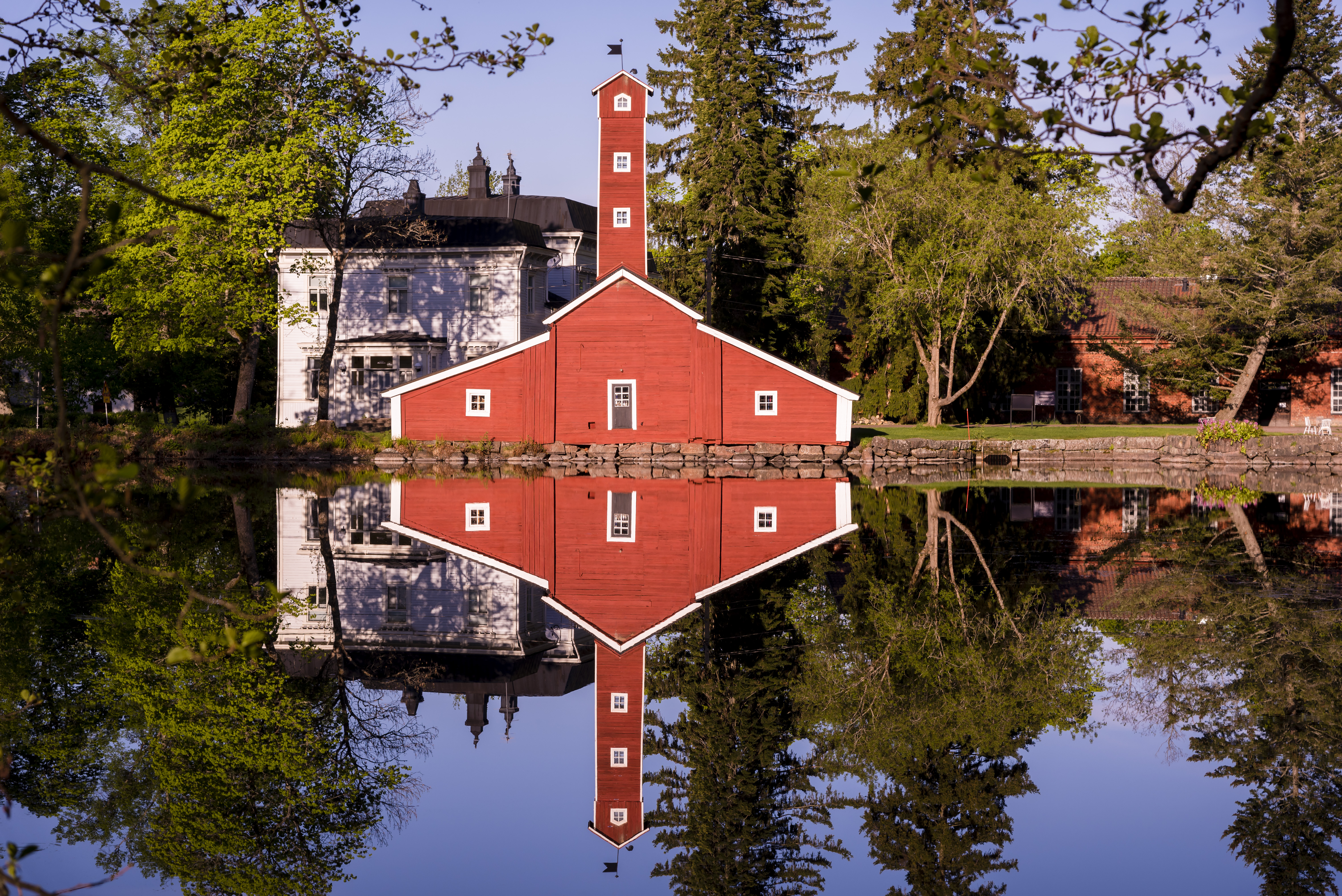
Strömfors bruk
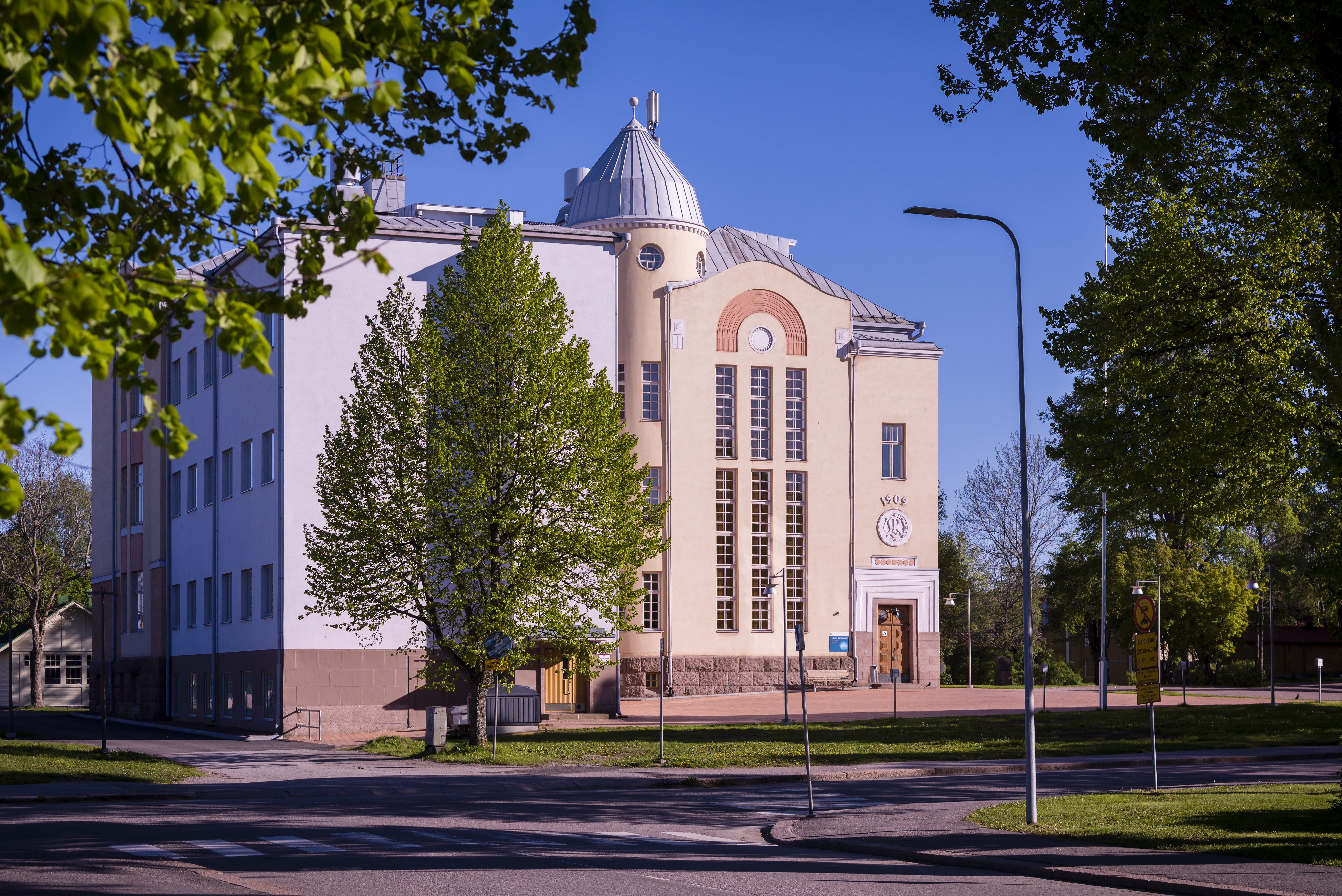
Lovisa Gymnasium
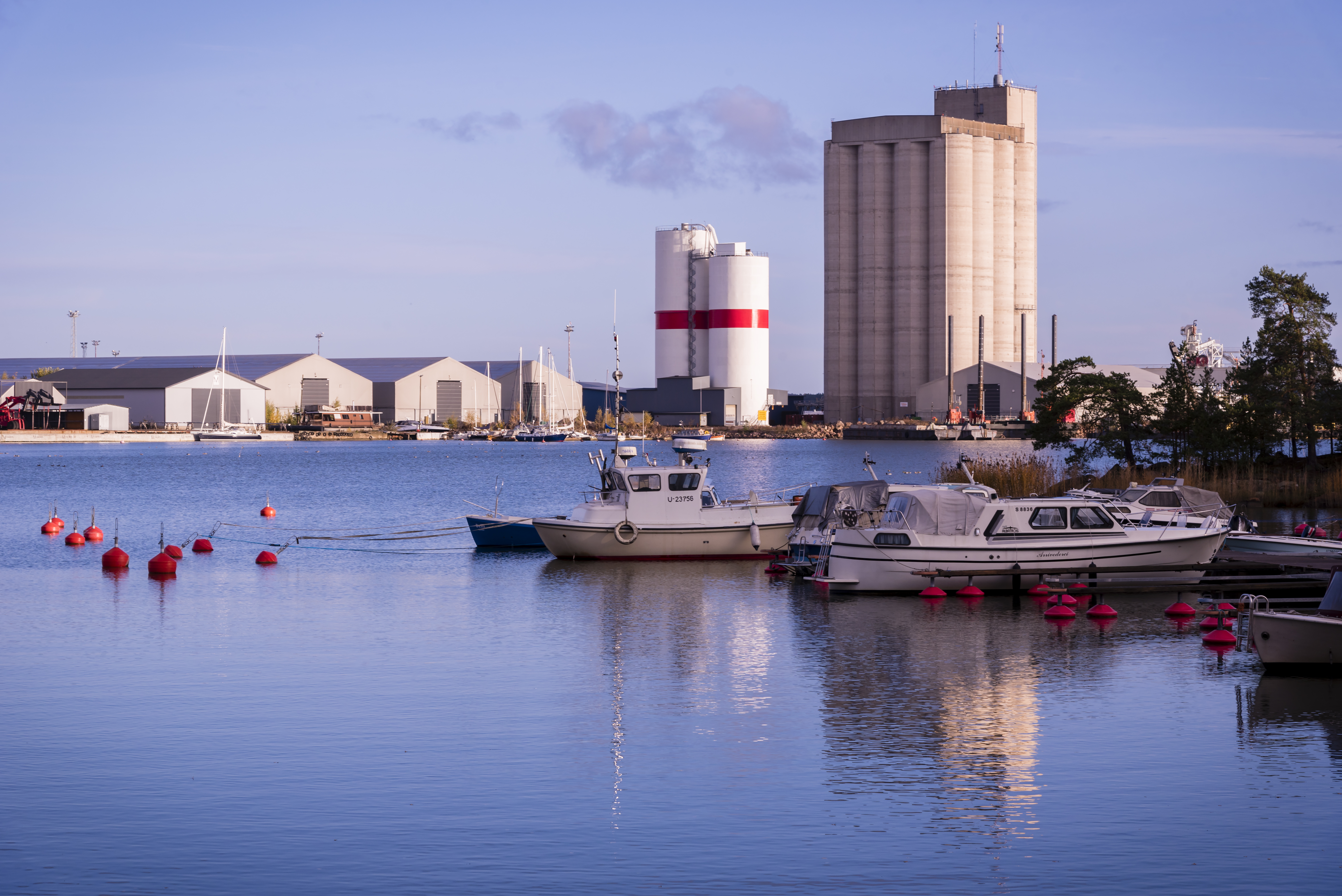
Spannmålssilorna i Valkom

- Wikimedia Commons har media som rör Lovisa stad.